# テイルズ オブ ジ アビス
『テイルズ オブ ジ アビス』（TALES OF THE ABYSS、略称：TOA / アビス）は、ナムコ（後のバンダイナムコゲームス）から2005年12月15日に発売されたPlayStation 2用RPG。『テイルズ オブ』シリーズの1つで、シリーズ10周年記念作品。公称ジャンル名は「生まれた意味を知るRPG」。キャラクターデザインは藤島康介、奥村大悟。
テレビアニメ版が2008年10月から2009年3月までMBSほかで全26話放送された。2011年6月30日にはニンテンドー3DS版が発売された。
なお、本作品はテイルズシリーズとしてナムコが販売した最後のコンシューマーゲームソフトである（2006年3月31日以降に発売された“ナムコ ”レーベルゲームは全てバンダイナムコゲームスが制作・販売している）。
PS2版はThe 9Th CESA GAME AWARDS FUTURE を受賞し、その後日本ゲーム大賞2006 優秀賞を受賞している。

## ストーリー
キムラスカ・ランバルディア王国とマルクト帝国。敵対関係の二大国の危うい均衡状態が続く中、キムラスカ公爵家の一人息子・ルークがマルクトの者に誘拐される。後に救出されたものの、ルークは全ての記憶を失っていた。
それから7年後、自分の屋敷に軟禁されて育ったルークは、師匠・ヴァンとの剣の修行が唯一の趣味となっていた。ある日、ルークはヴァンを殺そうと屋敷に不法侵入してきた少女・ティアと擬似超振動を起こし、彼女とともに見知らぬ場所に瞬間移動する。屋敷に戻るためにティアと行動を開始したルークは、その先の長い旅路で多くの人々と出会い、自分の生まれた意味を知る為に戦い続ける。

## システム

### 戦闘システム
本作の戦闘システムは「フレックスレンジ・リニアモーションバトルシステム (FR-LMBS) 」と呼ばれる。『テイルズ オブ シンフォニア』の「マルチライン・リニアモーションバトルシステム (ML-LMBS) 」を改良したもので、本項ではML-LMBSからの改良点について記述する。
フリーラン
後述のADスキルの1つ。ML-LMBSで問題視された移動の不自由さを解消したシステム。特定のボタン（デフォルトではL2）を押しながら移動すると、操作キャラクターとターゲットを結ぶラインを無視して戦闘フィールドを自由に走ることが出来る。フリーランの最中は攻撃やジャンプ、術技の使用は不可能であり、また相手からの攻撃が必ずクリティカルヒットとなる。『シンフォニア』の時点で考案はされていたが、ゲームバランスが崩れるとの懸念から採用されなかった。
C（キャパシティ）・コア
装備アイテムの1つ。C・コアを装備していると、レベルアップ時の能力値の上昇幅が増大する。上がる能力と上昇値はC・コアの種類によって異なる。後述のADスキルの修得条件にも係わるアイテム。全30種類存在する。
AD（アディショナル）スキル
キャラクターに特定の能力を付加するシステム。レベルアップか、C・コアによる能力値のレベルアップボーナスが一定の値に到達することで修得出来る。「バックステップ」や「フリーラン」のようにキャラクターの行動の幅を広げるものや、「EXPプラス」のようにボーナス効果を与えるものなど、多様な種類がある。
FOF（フィールド・オブ・フォニムス）
属性攻撃を行うことで、戦闘フィールドに一定時間発生する円陣。属性攻撃を行うと、戦闘フィールドに属性の力が溜まりFOFが発生する。溜まった属性の力が不充分な場合は白色のFOFが、属性の力が充分に溜まっていれば有色のFOFが発生し、有色のFOFの上で特定の術技を使うと一段階強力な属性攻撃が発動する。
FS（フォンスロット）チャンバー
特殊アイテムの1つ。術・技にセットすることで特殊効果（ダメージ増加など）を追加することができる。（FOF変化した術技にはチャンバーの効果が発揮されない。）
オーバーリミッツ
ML-LMBSでは条件を満たしたときに自動で発動していたが、本作では画面下部に表示されるゲージを溜めることによって任意のタイミングで発動できるようになった。発動中はのけぞらなくなるなどの効果を得られる。

### ゲームシステム
タウンリンク
物語の進行やパーティの行動によって街の様子が変化するシステム。店に陳列されるアイテムの品揃えや価格変化がこれに当たる。
闘技場
『テイルズ オブ』シリーズで恒例となった施設。勝ち抜き式のバトルを最後まで勝ち進むと賞品がもらえる。
戦闘ランク
最初は「ノーマル」と「ハード」のみだが、ゲームを1周クリアすると「マニア」と「アンノウン」が選べるようになる。難易度が高いほど敵が強くなるが、獲得GRADEも大きくなる。敵のステータスは、「ハード」では「ノーマル」の1.5倍・「マニア」では2倍・「アンノウン」では4倍（北米版と3DS版では3.5倍）となる。

## 設定・用語

### 音素（フォニム）
世界中のあらゆる物質を構成する元素の一端、もしくは元素から逸脱した存在ともいわれ、物質を構成する元素同士の結合にも深く係わっている。闇、地、風、水、火、光の属性を持つ6つの音素が存在し、その量や割合が違えど、この世のあらゆるものは音素を含有している。また、物質に内蔵された音素は固有の振動を持ち、その振動数が他の音素と完全に一致することはない。後に7番目の音素が誕生した。
音素は一定以上集合することで自我を持つ。そういった存在を「意識集合体」と呼び、それぞれシャドウ、ノーム、シルフ、ウンディーネ、イフリート、レムと称される。第七音素の意識集合体はまだ存在が確認されていないが、理論上は存在するとされ「ローレライ」と呼ばれる。
実際の音素に関しては音素を参照。

#### 第七音素（セブンスフォニム）
七番目に発見された音素。地核から発生する記憶粒子から成る。音の属性を持つ。集合体はローレライと称するが、存在は確認されていない。
他の音素には無い特殊な性質を持ち、惑星の始まりから終わりまでの記憶を読み取ることが出来たり、生物の傷を癒すことが出来る。
しかし、訓練すれば誰でも比較的簡単に扱える他の音素とは違い、第七音素には生まれ持った素養が必要となる。もし、素養の無いものが無理に扱おうとすれば暴走したり、死亡したりする。

#### 譜業、譜術
音素を用いた科学技術を「譜業」と呼び、特に音素を用いて作られた機械を「音機関」と呼ぶ。主に熱エネルギーとして利用可能な火属性を持つ第五音素が利用されるが、光属性を持つ第六音素が用いられる場合もある。また、創世暦時代の音機関には第七音素を原動力とする音機関も少なくない。キムラスカ王国で特に発展しており、国内では多くの先進的な音機関が見られ、世界最大の音機関研究所をもつベルケンドと、音機関製造のトップであるシェリダンは、どちらもキムラスカ国領である。
音素を原動力とする譜業に対し、音素に干渉することで魔術的奇跡を起こす技術を「譜術」と呼ぶ。人間の精神のみでも行使出来るが、何かしらの媒体を介して行うことでより大規模かつ持続時間の長い譜術の発動も可能（音素で描いた譜陣を介する方法などがある）。譜術を操る技術者を「譜術士（フォニマー）」と呼ぶ。譜業とは対照的にマルクト帝国で発展しており、軍隊も譜術士の占める割合が大きい。
数が極めて少なく、癒しの力や預言を読み解く力を発揮する第七音譜術士（詳細は「第七音素」の項を参照）は重宝される。特に治癒術を操る者を「治癒士（ヒーラー）」、預言を読み解く術者を「預言士（スコアラー）」と呼ぶ。
この他、歌によって特定の効果を及ぼす「譜歌」と呼ばれる術も存在するが、使える者が限られる「ユリアの譜歌」以外は、譜術ほどの効力はない。譜歌の使い手は「音律士（クルーナー）」と呼ばれる。

#### 超振動
同一の音素振動数を持つ音素同士が干渉し合うことで起こる、ありとあらゆる物質を分解し再構築する現象。通常、別々の物質の音素の振動数は一致しないため、発生する可能性は無いに等しい。例外として、ルークとアッシュは単独で超振動を起こす力を持つ。
超振動と第七音素は密接な関係にあり、第七音素を媒体とすれば超振動の規模を拡大することが出来る。また、第七音素同士が干渉すると、超振動に似た現象が発生することもある。これは「擬似超振動」と呼ばれ、その威力は通常の超振動の6割減とされるが、物質を消滅させるには充分な威力を持つ。
また、超振動同士が干渉し合うことで、あらゆる音素の力を無力化する力が発生するといわれる。この力は「第二超振動」と呼ばれているが、そもそも超振動自体が頻繁に発生するものではなく、同じ場所で超振動が発生する確率は限り無くゼロに近いため、実際に確認されたことはなく、あくまでも理論上の存在。

### ユリア・ジュエ
惑星オールドラントの誕生から終焉までの出来事を預言（スコア）として詠み、ローレライ教団の始祖となった女性。第七音素（セブンスフォニム）から預言（スコア）を詠みとる能力を持つ、偉大な預言師（スコアラー）であった。彼女の預言（スコア）は、２０００年後の世界の行く末をも支配し続けている。それを守るローレライ教団は、現在も人々の精神的な支えとなっている。教団では始祖と呼ばれている。
ユリアの譜歌
ユリアがローレライと契約する際に歌ったとされる譜歌。通常、譜歌は譜術に比べ威力が小さいが、ユリアの譜歌は譜術と同等かそれ以上の力を持つ。ユリアの譜歌は7つあり、それぞれが固有の効力を持つが、7つの譜歌を連続して歌うことでユリアがローレライと契約する際に歌った「大譜歌」となる。
ローレライの鍵
ローレライとの契約の証としてユリア・ジュエに授けられたといわれる、譜術の触媒の一種。第七音素を集束する力を持った剣と、第七音素を拡散する力を持った宝珠（響律符）からなる。
チーグル
ユリア・ジュエがローレライと契約する際に力を貸したとされる魔物。ローレライ教団で聖獣とされている。草食で気性が大人しく、人間並みの高い知能を持つ。また、大人のチーグルは火を吐くことができる。人間の言葉は話せないが、ユリアから貰い受けたとされるソーサラーリングを使うことで人語を話せる。ユリアはチーグル族から第七音素を操る術を学んだという伝説がある。
実は創世歴時代では、第五音素を使えることから実験動物として扱われていた。孤独な幼少時代を過ごしたユリアにとって、研究施設にいたチーグルは唯一の友達であり、それが「ユリアとチーグルが契約した」と言われるようになった。

#### 預言（スコア）
その名の通り、オールドラントの未来の出来事を記したもの。預言を詠む方法は第七音素自体から読み解く方法と、預言が刻まれた譜石から読み解く方法があり、後者の手段では譜石に刻まれた内容しか知ることは出来ない。一般的に「預言」と言った場合、創世暦時代にユリア・ジュエが読んだ「ユリアの預言」を指す。
ユリアの預言は、戦争のような大規模な出来事から一個人の夕食の献立まで、2000年間のオールドラントの歴史が細かく記されている。あまりに膨大な内容のため、その預言を読んだ際、山ほどの大きさの譜石が7つも生まれた。それらの譜石の一部は無数の破片に砕けて大地に降り注ぎ、一部は空中に舞い上がってオールドラントを取り囲む環となっている。
ユリアの預言の譜石は全てが発見されたわけではなく、特に預言の後半部分が記された第七譜石は全くと言っていいほど発見されていないため、その全容は不明である。しかし、第六譜石の終わり部分に繁栄を示唆する内容が記されており、預言を詠んだときから2000年後におとずれる大繁栄を予知したもの、と位置づけられている。この前提の下、世界を大繁栄に導くために設立されたのが「ローレライ教団」である。そのため、現在のオールドラントでは預言に従って生活することが常識となっており、誕生日にはその後の1年間の預言を詠んで貰う事が習慣になっている。
惑星の地核には、その惑星が誕生してから滅亡するまでの「星の記憶」が内包されており、惑星で起きるあらゆる出来事は星の記憶によりあらかじめ定められた出来事である。第七音素から星の未来を読み取れるのは、地核で発生した記憶粒子が元になっているためで、預言の実態は「未来の出来事の予知」ではなく「星の記憶の解読と言語化」であり、預言の的中率が高いのはそのためである。
譜石
音素の力が宿った石。第七音素自体から預言を読み解く際に生成され、そこには譜石が生成された際に読まれた預言が刻まれている。ただし、ユリアの預言が刻まれた譜石以外から預言を読み解くのは困難で、その内容も曖昧である。ユリアの預言が記されたもの以外の譜石は、預言を詠む媒体よりも、宿った音素の力を譜業の原動力として用いられることが多い。
秘預言（クローズド・スコア）
ローレライ教団において、影響の大きさから一般への公開が禁止されている預言。預言士はローレライ教団に所属して預言を詠むが、秘預言を詠むことは許されない。また、人の生死に関わる預言を詠むことも許されていない。

#### ローレライ教団
預言を詠み、人々を導く世界的な宗教団体。預言を残した始祖ユリア・ジュエと聖獣チーグルを象徴とする。預言を詠むという立場上、キムラスカ・ランバルディア王国、マルクト帝国の両国に対する影響力が強く、現在、両国間に平和が保たれているのはローレライ教団によるところが大きい。信仰する民の精神を支える存在である一方、預言を成就させるためには表沙汰に出来ない手段を用いることもあり、その犠牲となった人々も多い。教団員の帽子（人物によっては服や装飾品）にはパッセージリングの音叉に似た紋章が象られている。
ローレライ教団誕生の経歴は決して穏やかではなく、元々はユリア・ジュエの弟子であるフランシス・ダアトがユリアを裏切って設立したもので、ダアト本人も設立からわずか三年後に自害している。現在のような信者が敬われる聖人君子の教団の姿は、創世暦時代の国家紛争と裏切り無くしては存在しなかった。
宗教自治区ダアト（弟子の自害を悼んだユリアが命名したとされる都市）を総本山とし、教会と軍本部を設置。ダアトを守るために「神託の盾（オラクル）騎士団」という独自の軍事力を組織している。騎士団は第一から第六の師団に分けられ、そのほかに特殊な任務をこなす「特務師団」、導師の護衛を務める「導師守護役（フォンマスターガーディアン）」、諜報活動を務める「情報部隊」などがある。物量的にはキムラスカ、マルクト両国の正規軍には及ばないものの、団員1人1人の錬度は高く、特に一騎当千の実力を誇る幹部6名は「六神将」と呼ばれ他国にもその名を轟かせている。
近年、預言を「数ある選択肢の1つ」と捉える改革的な導師派と、「内容の是非を問わず預言を忠実に実現するべき」とする保守的な大詠師派の2つの派閥が存在し、水面下で勢力争いを繰り広げている。なお、一般の信者も含めると大詠師派に属する者の方が圧倒的に多数である。大戦争が訪れた後に繁栄が訪れるという預言を実現させるためモース率いる大詠師派は戦乱を望んでおり王国と帝国が戦争を始める口実を探していた。
ローレライ
声 - 細井治（ゲーム） / 速水奨（アニメ）
第七音素の意識集合体。歴史上、接触に成功したのはユリア・ジュエのみで、公式にはその存在は確認されていない。惑星の重力によって地核に捕らわれている。預言を読み解くことができる第七音素の意識集合体であるため、「星の記憶そのもの」とも呼べる存在である。
ルークおよびアッシュと同じ円周率が音素振動数である。

### フォンスロット
あらゆる物質に存在する音素の要点（ツボ、または急所のようなもの）。音素の働きはその音素を含有する物質の働きと密接に関係しているため、フォンスロットに干渉することで物質の働きを活性、または減退させることが出来る。
響律符（キャパシティ・コア）
装着者のフォンスロットに干渉することで、戦闘能力を活性させる装備品。譜石を削って形を整えたものに譜を刻むことで作られ、装着者への効力は刻まれた譜によって異なる。響律符と呼ばれるものは一般にも広く流通しているが、これらは戦闘用のものとは異なり、装着者への付加効果は無いに等しいアクセサリーである。
封印術（アンチフォンスロット）
対譜術士用の譜術兵器。サイコロのような形をしており、対象のフォンスロットを閉じることで譜術能力および身体能力を減退させる。また、フォンスロットが閉じると運動能力も減退するため、対譜術士に限らず非殺傷目的の対人兵器として非常に優れているが、1つ作るためにマルクト帝国の国家予算10分の1に相当する費用が掛かるらしく、量産はおろか、実戦投入すらされていない。オラクルによるタルタロス襲撃の際ラルゴがジェイドに使用した。ジェイド曰く一定時間で鍵が変化する暗号のようなもので、自力で解除するのは困難である。

### フォミクリー
譜業の一種。ある物質を複製する技術。これによって複製されたものを「レプリカ」、複製の元となったものを「被験者（オリジナル）」と呼称する。また、複製されたレプリカからさらにレプリカを複製することも可能。ジェイドが譜術技術として基本理論を構築し、ディストが譜業技術として確立した。生物（人間も含む）の複製も可能だが、現在は技術的、人道的観点から、人間のレプリカを作ることは禁忌とされている。
複製されたレプリカは外見や内部構造などは被験者と同一だが、固有音素振動数は異なり、細胞同士の結合にも第七音素のみが使われているという特徴がある。それに伴いさまざまな要素が被験者と異なり、特に生体レプリカの場合は被験者と比較すると一部、または全部の能力が明らかに劣化している事が多い。初期のフォミクリー技術では第七音素以外の六つの属性の音素を使用しており、その方法で生み出されたレプリカは被験者よりも能力が上回るが、全体的に精神が非常に不安定になり、人間らしい道徳心が極端に欠落したレプリカになる。
また、レプリカの複製は被験者に悪影響を与える事もあり、最悪の場合は音素乖離を引き起こす。音素乖離とは物質を構成する元素同士を結合する役割を持った音素が乖離する現象で、生物にこれが発生すれば当然死に至る。悪影響は遅くても10日以内には発生し、生物の場合はさらに早い。
音素振動数が完全に一致した2つの存在を「同位体」、それらがレプリカと被験者である場合はとくに「完全同位体」と呼ぶ。同位体は基本的に自然界には存在せず、フォミクリーでも現在の技術では人為的に生成することは不可能。同位体によって起こる超振動は戦争における攻撃兵器として利用できるため、キムラスカ、マルクトの両国でフォミクリーの研究が進められている。また、作中「大爆発（ビッグバン）」と呼ばれる特殊な現象が完全同位体に起こることがジェイドとディストの会話から示唆されている。
大爆発（ビッグバン）
完全同位体の被験者側に起こる現象 しかし、これまで同位体が存在せず、立証されていない仮説にすぎない現象で、大爆発に至るまでの発生時期や発生条件などには不確定要素も多い。被験者側にゆるやかな音素乖離がはじまり、少しずつ体力、譜術力を失う。
やがて、それによって被験者が力尽きた場合、被験者とレプリカの間に特殊なコンタミネーション現象が起こる可能性があるというもので、この現象を完全に起こすにはコンタミネーション現象にほかの物質や音素が混じらないようにするための特殊な力場が必要である。
これは人為的に起こさねば到底実現不可能といえるほどの厳しい条件のため、この現象自体を疑問視する学者も少なくはない

### その他の用語
古代イスパニア語
古代のオールドラントで用いられていた言語。現在使用されている「フォニック言語」と同じ文法で、違う発音を行う。今でも公式の場で用いられることがある。
創世暦時代
物語の時代から約2000年前の時代を指す。創世暦時代の譜業は現在をはるかに上回る技術力を確立したが、人類は譜術戦争における災害を教訓とし、外殻大地の完成後に数ある技術力のほとんどを放棄、生活に必要な最低限の技術力から改めて生活をスタートする事になった。
アルバート流
作中ではルーク、アッシュ、ヴァンが使う剣の流派。ホド特有の盾を使わない剣技であるのが特徴的。フェンデ家の創始者で、ユリアの弟子であったフレイル・アルバートが生み出した。なお、キムラスカ王族であるルークがなぜ敵国領であるホドの剣術を学ぶことを許されたか、またそれを指導するヴァンがなぜ素性を怪しまれず公爵家に出入りできたのかは不明。
シグムント流
作中ではガイやペールが使う剣の流派。アルバートの異母弟でユリアの弟子であったヴァルター・シグムントが、兄から教わった剣技を改良して派生した分派であり、「アルバート流・シグムント派」とでも呼ぶ方が正しいとされている。アルバート流の弱点を補うための流派であるため、それが広まればアルバート流の弱点をも広めることになるとされ、シグムントの子孫であるガルディオス家と家系に連なる者にしか伝授されていない。

## 登場国家・地名
キムラスカ・ランバルディア王国
ファブレ公爵家
キムラスカの筆頭貴族。代々王家と婚姻関係を結び、準王家として数えられている。そのため、王族の証である赤い髪と緑の瞳を持つ。

マルクト帝国
ガルディオス伯爵家
本土から離れた離島・ホドを領土としていた貴族。始祖はヴァルター・シグムント。「ガルディオス家の盾・左の騎士」ナイマッハ家、「ガルディオス家の剣・右の騎士」フェンデ家を率いていた。ND2002年に発生したホド戦争（キムラスカ軍）により滅ぼされた。
フェンデ家
ガルディオス伯爵家に仕えていた貴族。「ガルディオス家の剣・右の騎士」と呼ばれていた。創始者はフレイル・アルバートおよびユリア・ジュエ（始祖ユリア）。ガルディオス家とフェンデ家の関係は本来逆であったが、ユリアの血筋を守るためにカモフラージュとして本来の主従を逆転し今に至った。ND2002年に発生したホド戦争により滅ぼされた。

魔界（クリフォト）
外殻大地の下に広がる瘴気に満ちた空間。2000年前の譜術戦争(フォニック・ウォー)によって汚染されたオールドラント本来の地表である。地表のほとんどは瘴気の泥に覆われ、人の生存には適さない。瘴気から逃れるため上空に浮かべた大地が、ストーリー開始当初のオールドラントの姿である。
日中通して薄暗く、物質も乏しい。人間が住んでいるのは、ユリア・ジュエが、魔界に残された人々の為に設立したユリアシティのみ。

## 世界構造
作品の舞台となる架空の惑星「オールドラント」は公転周期が遅く、1年間の日数が地球のほぼ2倍である。そのため、作中の登場人物の年齢は地球人の倍に相当し、成長や老衰のスピードは地球人の2分の1ということになる。即ち、主人公のルークの年齢は17歳であるが、現実の年齢に換算すると34歳ということになる。

### 外殻大地と魔界、障気
オールドラントは現在、「魔界（クリフォト）」と呼ばれる惑星本来の大地を、「外殻大地」と呼ばれる人工の大地が覆う二段構造になっている。
今から約2000年前、オールドラントの大地に突如「障気」と呼ばれる薄紫色の気体が発生した。この気体は人間を始めとするあらゆる生物に対し毒性を持ち、短時間、あるいは少量を吸い込んでも害は無いが、長期間に渡って多量に吸い込むと体内に蓄積した障気が臓器の機能不全を引き起こし、やがて死に至らしめる。発生の原因は譜術戦争による地殻変動とされているが、真相は現在も判明していない。
人々は蔓延する障気から逃れるために「セフィロトツリー」（後述）が生み出す浮力によって空中を浮遊する外殻大地を作り出し、ほとんどの人間がそこへ移住した。外殻大地はオールドラントの外周をほぼ完全に覆っており、大地としては大本の地表から剥がされ上空数千メートルの高さに存在する。火山活動などについてはセフィロトツリーから送られる星の生命エネルギー（のようなもの）によって調節・活性化している。
外殻大地が形成されてから長い年月が経過した現在は、外殻大地や魔界の存在を知るのは一部の人間のみであり、大半の者は自分達が住む大地が宙に浮かんでいることすら知らない。
一方、外殻大地の下にある惑星本来の大地には、「魔界」という呼称が相応しいほどに障気が充満しており、プラネットストームによる大地の液状化と相俟って生物の住める環境ではなくなっている。唯一、創世暦時代に作り上げられた「ユリアシティ」と呼ばれる街のみが人々を障気や液状化した大地から守っており、魔界にはここ以外に人は住んでいない。外殻大地によって日光は遮断されているが、障気同士のぶつかり合いで発生する静電気が光を生み、ある程度視界は利く。
物理学上、大地が上空に浮上する際、大地の面積もそれに伴い増加する。この時できた余剰分の大地は外郭降下に伴う収縮化で海と共に消滅した。

### セフィロト
大地のフォンスロットの中で最も強力な10箇所のこと。10箇所のセフィロトは惑星の地核に直結しており、地核で発生した大量の記憶粒子（セルパーティクル）が噴出している。中でも強力なのは「アブソーブゲート」と「ラジエイトゲート」。
セフィロトの内部には「パッセージリング」と呼ばれる音機関が設置されており、これがセフィロトから噴出する記憶粒子を利用して外殻大地を押し上げる「セフィロトツリー」を形成している。セフィロトツリーがオールドラント全空域を覆うディバイディングラインと呼ばれる力場を形成し、これが外殻大地を宙に浮かべると同時に障気を魔界に押し戻している。15年前、ホド戦争によってセフィロトツリーの1つが破壊されたことでディバイディングラインの力が弱まり、更に2000年の間にパッセージリングの耐用年数が限界を超えた事もあって外殻大地の一部で魔界の障気がたびたび漏れ出すようになっている。
なお、本作の街の名前などは、ほとんどが旧約聖書に登場する「セフィロト」および「クリフォト」から来ている。詳細については当該項目を参照のこと。

### 音譜帯とプラネットストーム
外殻大地よりもさらに上空のオールドラントの空には、「音譜帯」と呼ばれる音素の帯域が存在する。音譜帯はオールドラントをほぼ完全に覆っており、6つの帯域に分かれたそれぞれの層が第1から第6までの音素を大量に含んでいる。
創世暦時代、人類は音譜帯の音素をオールドラントの大地に取り込むための「プラネットストーム」を作り出した。これはセフィロトのラジエイトゲートとアブソーブゲートから放出する記憶粒子を譜陣によって制御し、ラジエイトゲートから噴出した記憶粒子を音譜帯を経由してオールドラントを一周させてからアブソーブゲートへと戻す記憶粒子の循環経路で、記憶粒子を介して大量の音素をオールドラントの大地に取り込んでいる。プラネットストームは創世暦時代の科学者サザンクロス博士により理論が提唱されたが、一説にはユリア・ジュエがローレライの鍵を用いて発生させたとも言われている。
プラネットストームが作られたことによりオールドラントの人々はほぼ無尽蔵の音素力（フォンパワー）を利用出来るようになり、譜業と譜術は目覚しい発達を見せた。しかし、これにより発生した第七音素の観測地点を巡って、譜術戦争が勃発する原因ともなった。また、戦争の際に使われた兵器が原因でプラネットストームが支障をきたし、オールドラントの地核を震動させ、それによって大地が液状化するという弊害も発生した。

## 登場人物
担当声優はゲーム版 / テレビアニメ版の順に表記。同一の場合は省略。

### 主要人物
アニスを除く全員が由緒正しい名家の出身。各々の個性が強く目的も様々でほとんどが成り行き上や利害の一致などから組んでおり、それにも増して主人公の協調性の低さから、非常に不仲であることが大きな特徴だが、次第に相互理解によって団結していく。
ルーク・フォン・ファブレ / レプリカルーク (Luke fone Fabre / Replica Luke)
声 - 鈴木千尋、広津佑希子（幼少期・ドラマCD版） / 鈴木千尋、田村睦心（幼少期）
17歳（実年齢7歳） / 身長171cm / 体重68kg / クラス：剣士 / 誕生日：ND2000年・ローレライデーカン・レム・48の日（13月48日 日曜日）
本作の主人公。キムラスカ王国・ファブレ公爵家の一人息子で、第3位王位継承権を持つ。左利き。「ルーク」は古代イスパニア語で「聖なる焔の光」という意味。
7年前（10歳の時）に敵国マルクトに誘拐された時の精神的ストレスが原因ですべての記憶を失い（本人曰く親の顔から覚え直す必要があった程）、時折発症する頭痛を伴う幻聴に悩まされるようになった。以降、王命により身の安全を図るという名目で屋敷内に軟禁、外界と一切の交流を絶たれて育った。そのため、世界の歴史や成り立ちはおろか、「お金を出して物を買う」という必要最低限の常識すら無く、周囲の人間に対して強い劣等感と不信感を形成するに至った。退屈な日常に辟易しており、たまに屋敷を訪れるヴァンからアルバート流の剣術を教わることが唯一の趣味になっていた。
料理を作る環境になかったため、ガイ曰く「前衛的な料理」を作る。好きな食べ物はチキンとエビ。嫌いな食べ物はイケテナイ肉各種、ニンジン、キノコ、ミルク、ブウサギの肉、魚系とパーティメンバー中最多。
作中のあらすじは彼が記憶喪失の再発に備えて記す日記という形式を取っており、本編の流れに沿ったルークの心情が綴られている。
そうした経緯から性格は幼稚で我儘で短絡的、貴族とは思えないほど言葉遣いは粗暴で、当主である父親や国王である叔父にすら、敬語を使うことは稀である。剣の師匠であるヴァンや友人のガイ、両親など一部の親しい人間以外には心を開かず傍若無人な態度に終始する。ただ、シャイな面もあり、自分が善人と見られたくないために必要以上に傍若無人に振舞っているように見受けられる場面もある。
音素振動数がローレライや「ルーク」と完全に一致した事から超振動を単独で引き起こす能力を持つ。また、ローレライからしばしばテレパシーを受けており、これが頭痛を伴う幻聴の正体である。
その正体は、7年前に誘拐された本物のルークの完全同位体であるレプリカルーク。ヴァンの意図で7年前に生み出され、本物のルークとすり替えられた。この出生により、記憶喪失で忘れてしまったと思われていた過去は、彼にとっては「存在しない過去」だった。外見年齢は17歳だが、実年齢は7歳。
ある機を境にこれまでの自分自身を見つめなおし、その決意の表明として長髪を切り落とす。断髪後は性格や言動も穏やかなものとなるが、自らの出生や、生きる理由について深く思い悩むようになる。最終的に、ルークとアッシュはそれぞれがひとつの生命であり、考え方も生き方も違うと悟り、アッシュに対する劣等感を克服した。ちなみに2周目以降に衣装が変化する称号を設定している場合、自室に入ってきたガイや、断髪の際にはティアから髪が短いことに対してのツッコミが入る。
特典DVDでは歴代主人公たちに「今風のヒーロー」「すっごくハンサム」と言われている。
公式の歴代人気投票ではゲーム発売前の第二回から10位位内に入り、その後も全ての人気投票で4位以内と安定して高順位をマークしている。
ティア・グランツ / メシュティアリカ・アウラ・フェンデ (Tear Grants / Mystearica Aura Fende)
声 - ゆかな
16歳 / 身長162cm / 体重50kg / クラス：音律士（クルーナー） / 誕生日：ND2002年・ローレライデーカン・イフリート・1の日（13月1日 火曜日）
本作のヒロイン。神託の盾騎士団情報部に所属する第七音譜術士（セブンスフォニマー）で、階級は響長。主席総長のヴァンの妹にして、始祖ユリアの末裔。導師派・大詠師派と分かれる教団内の派閥抗争の中、自称中立派だが、大詠師モース個人を擁護する言動が目立つため、周囲からは大詠師派と思われている。
癒しの譜術を扱える第七音素の素養を持つのに加え「ユリアの譜歌」を詠える。また、杖の先から音素の球体を飛ばし、投げナイフによる攻撃も行う。
専属教官のリグレットに対する憧れから彼女を意識した言動をとっているが、それが祟って冷血とも取られる態度が（特にルークに対し）目立つが、実は可愛いもの好きで、年相応の少女らしい一面を持ち合わせる。魔界のユリアシティで育ったため、外殻大地の常識や地理に疎い。
料理の腕はアニスには劣るものの上手。しかし兄のヴァンから教わったため見た目は豪快であり、彼女自身その事を気にしている。好きな食べ物はリンゴとミルク。嫌いな食べ物はニンジン。
本名はメシュティアリカ・アウラ・フェンデ。ホドの領主貴族ガルディオス伯爵家に仕える貴族であり、ユリアの直系であるフェンデ家の出身。胎児の時期に父を亡くし、ホド戦争によってホドが魔界に落ちた際、ヴァンの譜歌によって母体共々守られ、魔界で産声を上げた。母が出産直後に死亡した後、ヴァンと共にユリアシティの市長テオドーロ・グランツに引き取られて育つ。神託の盾騎士団に入ったヴァンの補佐役を夢見てリグレット直々の指導下で訓練を積むが、やがてヴァンの陰謀の一部を知って不信感を抱く。モースより与えられた第七譜石探索任務の最中にファブレ邸でヴァンを殺害しようとしたところ、彼を庇ったルークと擬似超振動を引き起こしたことで物語が始まる。
ジェイド・カーティス (Jade Curtiss)
声 - 子安武人、荒木香恵（幼少期・ドラマCD版） / 子安武人、本田貴子（幼少期）
35歳 / 身長186cm / 体重74kg / クラス：譜術士（フォニマー） / 誕生日：ND1982年・シルフリデーカン・ローレライ・22の日（11月22日 金曜日）
マルクト帝国軍第三師団の師団長。卓越した槍術の使い手と天才的な譜術博士の二面を併せ持ち、優秀な軍人を輩出し続けてきたカーティス家の養子（旧姓：バルフォア）。科学者や軍人の間ではその名を知らぬ者はいないほどの有名人。階級こそ大佐だが、将軍職に相応しい実力と功績を持つなど、能力の非凡さから「皇帝の懐刀」と呼ばれる一方、戦場で骸を漁るなどの噂から「死霊使い（ネクロマンサー）」の異名でキムラスカ、マルクトの両国で恐れられている。
両目に施された「譜眼」から大量の音素を取り込んで、六属性全ての譜術を操る（作中では闇属性の術のみ覚えない。秘奥義の「ミスティック・ケージ」が一部外伝作品では闇属性とされるが、今作では武器依存）。譜眼制御装置として眼鏡を掛けているが、実際の視力は高い。普段は「コンタミネーション現象」（物質同士が音素と元素の違いによって融合する現象）を利用し、右腕の表層部分に微粒子状にした槍を融合させて収納している。
冷静沈着で頭が切れ、パーティの頭脳的な役割をこなす。ただし確信が持てないことについては言葉を濁す傾向があり、それが原因となって事態の悪化を招く。他者には敬語と穏やかな物腰で接するが、その言動は掴みどころがなく、辛辣な皮肉屋。自分の嫌味によって周囲から買う反感さえも本人は楽しんでいるが、時にはメンバー達を厳しく叱ることや諭す一面を見せ、アニスに言われるまでは本人すら自覚していなかった仲間への「信頼」を知る。
六神将に匹敵する実力の持ち主（初期レベルは45でライガクイーン戦ですでに秘奥義使用可能）だが、序盤でラルゴに「封印術（アンチフォンスロット）」を掛けられて弱体化。このためジェイドのみ『レベルアップで強くなる』ではなく、『レベルアップすることで封印術を解除している』ということになっている（しかし、全解除するのはレベル50）。以降は、そのままルーク達に同行する。
好きな食べ物はサーモンとトウフ。嫌いな食べ物はポークとブウサギの肉。
ケテルブルク出身で、同郷のディストや軟禁中だったピオニー九世とは幼馴染。幼少期から天才的な頭脳を開花しており、8歳で譜眼、9歳でフォミクリーの理論を開発した事でケテルブルクでは「譜術のバルフォア博士」として有名。だが「生物の死」に関して一切の感情を抱かず、魔物を笑いながら殺す恐ろしい一面も持っていた。ある日、素養の無い第七音素を扱おうとした結果、恩師ネビリムを焼死に至らしめ、瀕死の彼女にフォミクリーを掛けたことで、精神バランスの崩壊した不完全なレプリカ（モンスター）を生み出してしまう。以降、ディストと共に完全なネビリムの復活を目指して研究を続けていたが、ピオニーの説得で研究を放棄。生物レプリカを禁忌とし、今は過去の自らの行いを心から悔いている。ルークの存在自体もジェイドの過去の所業が原因となっており、ルークに関する情報を得た際「いつか自分（ジェイド）を殺したいほど憎むかもしれない」と後悔の言葉を発している。
ヴァンを擬似超振動の実験体として利用した張本人であり、このことがヴァンの人生を狂わせ彼が世界に対する憎悪を抱く原因となった。ある意味ではジェイドこそが世界に危機を招くきっかけを作ってしまった。著書も出しているが、実はジェイドへの対策を練るヴァンにも熟読されていた。
「テイルズ オブ シリーズ キャラクター人気投票」では第3回では3位、第4回では5位を獲得。「ビバ☆テイルズ オブ」や「カウントダウン☆テイルズ オブ」の司会も担当。各シリーズの予約特典DVDのチャットドラマ（彼の出演企画のみ）や漫画版では、本作よりも腹黒に描かれている。
アニス・タトリン (Anise Tatlin)
声 - 桃井はるこ
13歳 / 身長152cm / 体重42kg / クラス：人形士（パペッター） / 誕生日：ND2004年・シャドウデーカン・ローレライ・46の日（6月46日 金曜日）
ローレライ教団最高指導者である導師イオンの守護役（フォンマスター・ガーディアン）。階級は奏長で、導師派。彼女自身は譜術の使い手だが、彼女の音素振動数に反応して巨大化する譜業人形「トクナガ」を操り、それによる肉弾戦もこなす。
極めてお人好しかつ騙されやすい性格が災いして多額の借金を背負った両親を反面教師に育ったため、可愛らしい外見に反して言葉遣いが荒くなるなど腹黒な言動がある。何度騙されても懲りる様子の無い両親に心底呆れつつも、純粋な心を持つ両親を愛している。ジェイドとは性格上気が合う。金銭にがめつい守銭奴であり、玉の輿を夢見て金持ちの男性（主にルークとジェイド）の前では露骨に猫を被る（2人がメンバーにいない戦闘では乱暴な口調に変化する）。当初はルークと行動していたティアや彼の婚約者であるナタリアを嫌い、衝突も多々あったが、後に深い友情で結ばれた。パーティの中では一番料理が得意。好きな食べ物はビーフとイチゴ。口癖は驚いた際に口にする「はうあ！」
両親の借金を大詠師モースが肩代わりしているため、両親共々ローレライ教団ではただ働き同然の身で、モースからスパイの役割も強要されている。導師守護役に就任させられたのも、イオンの監視役となるためだった。しかしアニス自身はイオンに純粋な敬愛の念を抱いており、後にイオンを裏切り、結果として自ら殺める形を作ってしまった事を深く悔やみ続けた。イオンの死後は彼の遺志を継ぐべく、玉の輿は諦めて自力で初代女性導師となる事を決意する。
寂しがり屋のディストに声をかけるなど優しい一面もあり、ディストがトクナガを巨大化するように改造してくれたのもそれがきっかけ。
漫画版では、金銭に対する執着心や腹黒い言動が強調され、家庭事情による複雑な心境などが描かれている。
ガイ・セシル / ガイラルディア・ガラン・ガルディオス (Guy Cecil / Gaillardia Garan Galdios)
声 - 松本保典、日比愛子（幼少期・ドラマCD版） / 松本保典、まつだ志緒理（幼少期）
21歳 / 身長184cm / 体重79kg / クラス：剣士 / 誕生日：ND1996年・イフリートデーカン・ローレライ・41の日（5月41日 金曜日）
ファブレ公爵家の使用人。ルークの幼馴染で、記憶を失った彼の面倒をずっとみて来た。気性は穏やかで人当たりが良く紳士的な性格で、癖の強いパーティの中では比較的良識的な人物。特に序盤では、衝突も多いメンバーの仲介役も務めている。極度の女性恐怖症であり、女性に近付かれると驚いて飛び退く（恐怖が先立つだけで、女性自体は好き）。女性恐怖症の事でアニスとジェイドに遊ばれるスキットまである。大の音機関マニアであり、音機関について話し出すと止まらなくなってしまい、パーティメンバーに呆れられることもしばしば。好きな食べ物は魚系。嫌いな食べ物はレモンとトウフ。
本名はガイラルディア・ガラン・ガルディオス。ガルディオス伯爵家の跡取り息子だが、彼の5歳の誕生日にホド戦争が勃発し、ガルディオス家はファブレ公爵率いるキムラスカ軍によって滅亡に追い込まれた。その際、姉のマリィや使用人、メイドたちが自分を庇って死亡し、彼女達の屍の下で気絶したことが、後の女性恐怖症の発症の原因である。ホド戦争の終結後、身内で唯一生き残った腹心のペールと共にファブレ公爵家に潜入し、復讐の機会を窺っていた。ペールからシグムント流剣術を学び、自身の側役だったヴァンとは互いの関係を隠しながら、復讐を成し遂げホドを復活させる道を歩む共犯者であったが、レプリカルークの発言が、その復讐心を徐々に揺らがせた。この時点でヴァンと疎遠になっていき、後に真意を確認したことでヴァンとの完全な決別を宣言する。ガルディオス家の家宝である宝剣は、ホド戦争の戦利品としてファブレ家に奪われたが、後にサブイベントで彼に返還される。『レディアント マイソロジー2』では宝刀ガルディオスを装備している（公式ガイドブック参照）。
偽名として使用したセシル姓は母親の旧姓で、キムラスカ軍のセシル少将とは母方の従姉弟関係に当たる。創世歴の観点でいけば、ヴァンとティア（フェンデ家）は父方の遠縁（ガルディオス家初代当主の兄）となる。
「テイルズ オブ シリーズ キャラクター人気投票」では第3回で4位、第4回は6位、第5回は11位。第5回の理想の兄姉部門では2位。夢のコンビ部門では『ヴェスペリア』のフレンと共に2位を獲得している。
ナタリア・ルツ・キムラスカ・ランバルディア / メリル・オークランド (Natalia Luzu Kimlasca-Lanvaldear / Merrill Ackland)
声 - 根谷美智子、相沢舞（幼少期・ドラマCD版） / 根谷美智子
18歳 / 身長168cm / 体重53kg / クラス：弓使い / 誕生日：ND1999年・レムデーカン・レム・37の日（1月37日 日曜日）
キムラスカ王国の王女。従姉であるルークの婚約者であり、彼やガイとは幼馴染。ランバルディア流弓術の免許皆伝者で、第七音素の素養を持つ治癒師。王族としての責任感が強く、国民にも慕われている。王女らしい気品や気高さもあるが、実際は純粋無垢な心の持ち主で、突拍子もない話や、根も葉もない話を鵜呑みにして信じる天然な一面もある。意欲的に何でもこなすが、料理経験がまったくない上に料理の腕が壊滅的で、パーティメンバーで一番下手。好きな食べ物はチーズ。嫌いな食べ物はタコ。
幼い頃「ルーク」と交わした一緒に国を変えていく約束を愛し、誰よりも彼の記憶が戻ることを願っていた。だが、自分が求めていた幼馴染がアッシュと判明してからは、別行動を取るアッシュを心配し、一途に想う一方、ルークに対しては曖昧な態度をとるようになるが、最終的に「ルークはもう1人の幼馴染であり、掛け替えのない仲間」と気持ちの整理をつける。
正体は、インゴベルト六世と亡き王妃の間に生まれた王女ではなく、死産だった「本物のナタリア」と密かにすり替えられた庶民の娘であり、本名はメリル・オークランド。砂漠のキャラバン隊の傭兵を務めていたバダック（後のラルゴ）と、王妃付きの侍女だったシルヴィアの間に生まれたが、預言に従って実の両親の元から奪われ、王女として育てられた。出生の秘密は、実父バダックとすり替えに加担した一部の人間しか知らず、父親のインゴベルト六世は勿論、ナタリア本人さえも知らなかった。この出自故に王族の証とされる赤い髪と緑の瞳を持たず、亡き王妃の黒髪とも異なる金髪を持つ。このため、使用人から「本当に娘か」などと疑われており、初対面でティアやアニスから「美人」と印象を抱かれたが、自身の外見にコンプレックスを抱いている。
幼い頃から使用人に身体を拭いていてもらっていたことから肌を露出することに抵抗がなく、称号での衣装変化も露出度の高いものが多い。
テレビアニメ版ではゲームと比べると登場が早く第1話から登場。
ミュウ (Mieu)
声 - 丸山美紀
身長30cm / クラス：マスコット
主要マスコット。チーグル族の子供。性別はオス。語尾に「ですの」と付ける。困ったりした時の口癖は「みゅう〜〜」。戦闘には参加しない。
大人になってから吹ける火を子供の内から吹くことが出来るが、誤ってルグニカ大陸北部の森で火事を起こし、チーグル族がライガ族に捕食される原因を作ってしまった。罪を償うため、長老から季節が一巡りするまでの間、森を出てルークに仕えるよう言いつけられて今に至る。ルークに助けられてからは彼を「ご主人様」と呼び、いかなる事が起ころうとも彼を一途に敬い、慕い続けた。またルークから「ブタザル」と呼ばれているが、本人は「ご主人様から付けられたから」と気に入っており、1日に何回ブタザルと呼ばれたか数えていることもある。
チーグル族は本来なら人間の言葉を喋る事すら出来ないが、ソーサラーリングを装着している間は会話が可能である。火を吐けるほか、物語が進行すると障害物を破壊したり空を飛んだりすることもできるようになる。アニメでは宙を泳ぐように自在に飛べる。
イオン / レプリカイオン (Ion / Replica Ion)
声 - 大谷育江（ゲーム版）、釘宮理恵（ドラマCD版） / 小林由美子
14歳（実年齢は2歳） / 身長166cm / 体重58kg / クラス：導師
ローレライ教団の最高指導者「導師（フォンマスター）」。中性的な顔立ちで、献身的で穏やかな性格。争いを好まず、序盤ではガイと並んで仲の悪いパーティの仲介役。六神将が高価な「封印術」を用意するほどの高い戦闘能力を持ち、ローレライ教団の導師にのみ伝わるダアト式譜術を使うことができるが、病弱な体では譜術の反動に耐えられず、体力を著しく消耗するため、医者から使用を禁じられている。預言を遵守するローレライ教団の頂点に立つ身だが、彼自身は預言に支配される世界を憂いている。
預言は絶対的なものではなく、人が正しい道を歩むための手段のひとつと考える「導師派（改革派）」であり、反対の思想を持つ「大詠師派（保守派）」とは対立関係にあるが、自身の導師派が劣勢のため、度々モースに軟禁される。マルクトの皇帝ピオニーの要請でキムラスカとマルクトの戦争を止めるべく、自身の守護役のアニスと共にジェイドの協力を得てダアトから脱出した。ジェイドとの親交は、彼と密接な繋がりを持っていた当時の改革派のトップだった詠師が失脚し、その後トップに就いたイオンを紹介されたことで始まったとされるが、漫画ではダアトの監禁脱出時に初めて会ったことになっている。
正体は2年前に病死したオリジナルイオンの影武者として作り出された、7人のレプリカの内の7番目のレプリカイオン。7人のレプリカイオンの内、譜力が最もオリジナルに近かったため選ばれたが、体力は著しく劣化している。当時、改革派の詠師が失脚したことで不穏な動きが多かった派閥内をまとめるため、リグレット達の計らいによって改革派のトップになるように育てられた。オリジナルの代わりとしての役割に徹していたが、同じレプリカのルークやシンクとの関わり合いを通じ、1人の人間としての自覚を持ち始める。オリジナルとは大きく異なる性格。初めて自分を「導師」ではなく「イオン」個人として接してくれたルークと、誕生時から自分の傍にいてくれたアニスを特別慕っている。
モースに命じられたアニスによって惑星預言を詠むように強いられた際、命の危険を覚悟で従い瀕死となった後、自らの意志でティアの体内に蓄積された障気を吸収し消滅する。アニスによる監視には以前から気づいていたが、彼女の状況を察し、その命尽きるまで好意的に接した。
少女然とした容姿を持つが、ゲーム中でその点に触れた場面はない。身長は166cmと公式イラストなどの見た目より高い設定だが、忠実に再現されたゲームのポリゴン以外の漫画やアニメなどでは、設定より低く描かれていることが多い。漫画版では初対面のナタリアに女性と間違えられている。
3DS版ではルークの隠し秘奥義でも登場する。ルークに続いてイオンが登場し、ダアト式譜術で敵を攻撃する。
『ザ レイズ』では、プレイヤーキャラに昇格。声はゲーム版準拠で大谷が担当。
アッシュ / ルーク・フォン・ファブレ (Asch / Luke fone Fabre)
声 - 鈴木千尋、広津佑希子（幼少期・ドラマCD版） / 鈴木千尋、田村睦心（幼少期）
17歳 / 身長171cm / 体重68kg / クラス：剣士 / 誕生日：ND2000年・ローレライデーカン・レム・48の日（13月48日 日曜日）
本作の準主人公。神託の盾騎士団特務師団師団長でルークのライバル。通称「鮮血のアッシュ」。髪形や髪の色、服装は異なるものの、外見はルークと瓜二つの青年。ルークと異なり右利き（元々はルークと同じく左利きだったが幼い頃に矯正された）。直情的な性格で言葉遣いが荒く、ルークを「レプリカ」と侮蔑し、「屑が」が口癖。またアッシュとナタリアを茶化したアニスにいきなり双牙斬を見舞うなど気が短い。が、不器用ながらも根は優しい。ヴァンから手解きを受けたアルバート流剣術の使い手で、強力な譜術も使いこなす。料理上手。好きな食べ物はチキン。嫌いな食べ物はニンジンとタコ。
本名はルーク・フォン・ファブレ。ヴァンの計画で誘拐された本物のルークであり、レプリカルークの被験者。事実を知らないレプリカルークや、自分の死が詠まれた預言を知りつつも黙っていた伯父達を憎悪する一方、両親や婚約者のナタリアに対する想いや、キムラスカ王国の貴族として国の行く末を憂う気持ちは持ち続けており、ナタリアとの約束を支えとして生きてきた。漆黒の翼曰く、彼の話はナタリアが6割、ルークが3割、残りがヴァンで構成されている。
預言を憎むヴァンの思想には共感していたものの、人類全てをレプリカにするという「レプリカ計画」には反対しており、後に六神将から離反し、レプリカ計画を阻止するために行動し始める。パーティメンバーと共に行動することは少ないが、レプリカ計画阻止という共通の目的から、ルークを介しパーティと情報交換も行う。また、ルークと同様にしばしばローレライからのテレパシーを受ける。第七音素（ローレライ）と同一の固有音素振動数を持つ「ローレライの同位体」で、本来は第七音譜術士か同位体が2つ揃わなければ発生しない超振動を単独で引き起こすことができ、その能力をヴァンが欲したことが誘拐の動機となった。
終盤では自分の命を全く顧みない無謀な行動に出るが、その理由は完全同位体に関するサブイベントで、ルークの辿る運命とともに示唆されている。レムの塔で障気を消滅させた後、一行とは別にエルドラントへ突入。内部でルークと対峙し、先へ進む権利と己の存在意義をかけた勝負を挑む。しかしルークの成長振りに己との違いを見せ付けられ、それまでルークを憎むことで保たれていた存在意義を打ち砕かれ、彼を心底から認める。最終的にルーク達の囮となり兵士たちと戦うが致命傷を負う。兵士は倒したもののルークに後事を託し息絶えた。
テレビアニメでは漫画版の番外編を原作とした彼の幼少時代のエピソードが挿入されている。

### ローレライ教団
ヴァン・グランツ / ヴァンデスデルカ・ムスト・フェンデ (Van Grants / Vandesdelca Musto Fende)
声 - 中田譲治 / 中田譲治、小松史法（幼少期）
27歳 / 身長189cm / 体重86kg / クラス：譜術剣士 / 誕生日：ND1989年
本作の最終ボス。ローレライ教団神託の盾（オラクル）騎士団首席総長でティアの実兄。自称中立派だが、実際には両派閥の考えを超越しており、派閥の違いを理由に不仲を主張する六神将についても、裏では腹心の部下として暗躍させている。ルークとアッシュの剣術の師匠。階級は謡将。
ホド特有の盾を持たない剣術・アルバート流の達人であると同時に、卓越した第七音譜術士（セブンスフォニマー）でもある。27歳の若さで得た高い地位を妬む者も多く、若く見られて侮られることを嫌い髭を生やしている。ジェイドの著書を多数所持しているが、後述の理由により彼個人のことは憎んでいる。唯一の肉親であるティアを妹として愛する一方、己の信念や目的を貫くためには殺害も厭わず、ルークやシンクなど、一度捨てた手駒を後に再利用しようとする人間性を見せる。強いカリスマ性を持ち、後に彼が神託の盾騎士団から離反した際には半数以上の兵士が従った。ルークやアッシュも、利用されていたと知った後も、内心では彼を師として慕い続けた。
本名はヴァンデスデルカ・ムスト・フェンデ。「ヴァンデスデルカ」は古代イスパニア語で「栄光を掴む者」を意味する。ホド戦争で崩落したホドの出身者であり、ユリアの子孫であるフェンデ家の次期当主。その血筋ゆえにユリアの譜歌を歌うこともでき、幼いティアに譜歌を教えたのもヴァンである。
かつて帝国がホドに置いたフォミクリーと超振動の研究所において、ジェイドの指示により被験者に選ばれた当時11歳のヴァンは過酷な実験を強いられていた。ファブレ公爵がキムラスカ軍を率いて島に侵攻した際、研究所を放棄した帝国が資料隠匿のためにヴァンを装置に繋いで強引に疑似超振動を発生させた結果、ホドは崩落。彼は身重の母と共に魔界に落下後、ユリアシティに保護された。母の死後、ティアと共にユリアシティの市長テオドーロ・グランツに引き取られて育つ。後に、第六譜石の預言にホド崩落が詠まれていたことを知ったヴァンは、故郷を見殺しにした世界を激しく憎み始める。先祖のユリアが第七譜石の預言に世界の滅亡を詠い、回避を願っていたこと、絶対的な星の記憶（預言）を生半可な抵抗で変えることはできないことも理解していた彼は、ユリアの願いを叶えるべく、星の記憶に依存する世界を消滅させ、預言に詠まれないレプリカで新たな世界を創ることで世界滅亡を回避する「レプリカ大地計画」を考案。その一環として、ファブレ公爵家に出入りし、預言に詠まれているルーク（アッシュ）を誘拐しレプリカとすり替えた。また、ルークを利用してアクゼリュスの崩落を招いた。エルドラントの決戦でルークたちと戦うも敗北し、同志たちに許しを請いながら消滅した。
『テイルズ オブ ザ ワールド レディアント マイソロジー3』『テイルズ オブ ザ レイズ』では、プレイヤーキャラに昇格。
イオン / レプリカイオン (Ion / Replica Ion)
→主要人物
モース (Mohs)
声 - 大矢兼臣 / 森功至
教団において導師に次ぐ権限を持つ大詠師。神託の盾騎士団での階級は奏将。部下にハイマン（声 - 白石稔）がいる。事実上教団の頂点に立っているものの、導師になるために必要な第七音素の素養を持たない。ユリアの預言による繁栄の到来を信じ、そのためにもユリアの預言は如何なる場合においても遵守され成就されるべきと信じている。その信仰心は狂信的で、預言の成就のためなら人の死も厭わず、預言に詠まれたキムラスカとマルクトの戦争を実現させるために暗躍する。改革派のイオンとは水面下で争いを続けている。ヴァンとは利害が一致したときに利用し合う関係だが、実際はヴァン側の都合の良いようにのみ利用されており、度を超えた預言への執着心がやがて自らの身を滅ぼしていく。
後に戦争を引き起こした大罪人として逮捕されるも、彼のスパイであるアニスの手引きとディストの助けを得て脱獄し、アニスを利用してイオンに惑星予言を読ませる。その後、ディストによって第七音素を注入され異形の生命体ギガントモースと化す。能力こそはディストの言葉通り導師そのものであるが、彼は第七音素の素養が無い人間であるため拒絶反応が起こり、精神汚染により自我を失っていく。最期はラジエイトゲートにてルーク一行に敗北。死の間際まで預言に執着しながら溶けるように消滅していった。
トリトハイム (Tritheim)
声 - 木村雅史（テレビアニメ版）
詠師。ND1980年生まれ。モースと違い預言に対する野心を持たず、中立派のような立場のため、イオンの命令には忠実でルーク達にも協力的である。導師イオンと大詠師モースがダアト不在の際には、彼が教団を纏めている。最終的には物語の進行と共に教団の中心人物が悉くいなくなってしまうため終盤以降は実質彼が教団の最高権力者となる。
カンタビレ (Cantabile)
神託の盾騎士団第六師団の師団長の剣士。左利きで眼帯を付けている女性。本編には名前しか出ず、『テイルズ オブ ファンダム Vol.2』にのみ登場する。ティアが士官学校生だった頃のもう1人の教官。気が強く完全実力主義。
以前はヴァン直属の部下だったが、彼と折り合いが合わず、ティアのことも七光りの生意気な小娘としか見ていなかった。ヴァンやリグレットの不審な動きに薄々気付いていたため、ティアにヴァンの考えは彼女の想像の域を超えると伝えていた。後にティアを大詠師直属の部下に推薦した後、彼女を煙たがっていたモースによって左遷されダアトを去る。譜術を使用するかは不明。部下は約8000名と師団では1番多い。表面上は、導師派であるため六神将と同じ師団長職ながら神将には属していないが、本人は前述の実力主義から派閥を一切気に留めなかった。
テオドーロ・グランツ (Teodoro Grants)
声 - 岡和男 / 清川元夢
詠師。外殻大地を監視する役割を持つユリアシティの市長で、ヴァンとティアの養祖父。ND1957年生まれ。預言は絶対的と考える大詠師派だったが、世界が預言から外れつつある現状とルーク達との出会いを経て、その考えは少しずつ変わり、やがて世界を守るためにパーティをサポートする。『ファンダム Vol.2』でも登場。
フローリアン / レプリカイオン (Florian / Replica Ion)
声 - 大谷育江 / 小林由美子
イオンと瓜二つの容姿を持つ少年。その正体は、オリジナルイオンのレプリカである3番目のレプリカイオン。「フローリアン」は古代イスパニア語で「無垢なもの」という意味。作中ではシンク同様ザレッホ火山に捨てられたものの生き延び、モースに発見され利用されていた。アニメではアブソーブゲートの最深部でモースによって人質となっていた。ルーク達に救われダアトに預けられる。
名付け親となったアニスに懐き、親のように慕う。性格はオリジナルと異なり、きっちりとした教育を長らく受けていなかったということもあって、明るく子供らしい。ダアトに移り住んでからはタトリン夫妻が主に彼の世話を行っている。能力的には運動神経・譜術がオリジナルより劣化している一方、知能が他のレプリカより高いとのこと。
パメラ・タトリン (Pamela Tatlin)
声 - 荒木香恵 / 赤池裕美子
アニスの母親。善人ではあるが非常に騙されやすい性格で、アニスの幼少時代に抱えた多額の負債をモースに肩代わりされて以来、教会に住み込みでただ働き同然の生活を送っている。それゆえ、モースによって実質人質に取られているも同然の立場でもある為、結果としてアニスに経済的な苦労を強いてしまってもいる。
オリバー・タトリン (Oliver Tatlin)
声 - 細井治（ゲーム版）
アニスの父親。パメラ同様、人を信じやすい性格。借金の返済には夫婦だけでなく娘のアニスの給料も当てられている。
オリジナルイオン (Original Ion)
声 - 小林由美子（テレビアニメ版）
作中に登場する全てのレプリカイオンの被験者にして、7番目のレプリカイオンの先代導師。マルクトの平民として生まれたが、預言に導師になることが詠まれていたため、生後間もなくダアトに連れて行かれ、導師になるための教育を受けた。その後、先代の導師エベノスの跡を継ぎ8歳で導師となったが、預言によって自分が12歳で亡くなる未来を知り、預言に縛られた世界に絶望して虚無的な思考を持つようになった。
性格はシンクに近く、子供とは思えないほど合理的かつ冷酷で、預言に執着し自分を崇める人々を見下し、敵と判断すれば何者であっても躊躇なく殺す一方で、ただ一人導師守護役のアリエッタのことは大切に想っていた。ヴァンのレプリカ計画に協力していたが、12歳（本編の2年前）で預言通り死期が訪れ、自らのレプリカを作り導師にすることやアリエッタを導師守護役から解任すること（情報の漏洩を防ぐだけでなく、自分が好意を寄せるアリエッタをレプリカイオンの護衛に就かせたくなかったため）をヴァンとモースに遺言し、死亡する。

### 神託の盾（オラクル）騎士団

#### 六神将
ローレライ教団の神託の盾（オラクル）六神将と呼ばれる特務師団の幹部6人。各師団の師団長や上級管理職も務めている。表面上は全員保守派（大詠師派）とされているが、預言の遵守を快く思う者はおらず、1名を除き直属上司のヴァンに忠誠を誓い、本来の上司である大詠師モースを都合良く利用している。ルーク達の最大の宿敵でもある。また、本編には登場しないが、六神将と同じ地位に「カンタビレ」という女性がいる。彼女は改革派（導師派）に位置する（とされる）ため六神将には含まれておらず、カンタビレ自身もヴァンや六神将に対して不信感を持っている。また、全員がルーク達6人やイオンにそれぞれの因縁を持っている。
アッシュ / ルーク・フォン・ファブレ (Asch / Luke fone Fabre)
→主要人物
シンク / レプリカイオン (Synch / Replica Ion)
声 - 大谷育江（ゲーム版）、釘宮理恵（ドラマCD版） / 小林由美子
14歳 / 身長166cm / 体重58kg / クラス：格闘家 / 誕生日：ND2003年
神託の盾騎士団第五師団師団長兼参謀総長でガイ、イオンのライバル。通称「烈風のシンク」。鳥のくちばしのような仮面で素顔を隠している。卓越した体術と多彩な譜術の使い手で、本来ローレライ教団の導師にのみ伝えられるダアト式譜術も扱える。六神将の中では最年少だが、皮肉屋で虚無的な性格をしており、台詞の端々に嫌味が目立つ。
正体は、オリジナルイオンのレプリカである6番目のレプリカイオン。ダアト式譜術が使えるのはそのためだが、導師の力が大きく劣化して使いものにならないと判断され、失敗作としてザレッホ火山に廃棄される。代用品としてすら扱われなかった経緯から、自他共に等しく価値を見出さない極端に退廃的な思考を持ち、“空っぽ”の自分を生み出した世界の全てに復讐するためにヴァンに協力する。
地核突入作戦時にタルタロスに侵入し、一行と戦い敗北。自ら身を投げるが、同じく地核に落ち、ローレライを取り込んだヴァンによって命を拾われる。
エルドラントにてヴァンの前の最終関門として立ちはだかる（アニメ版ではリグレットと共にアッシュとの戦闘中のルーク以外の仲間たちと戦う）。導師の力を解放するが敗れ、ヴァンに後事を託し消滅した。
TVアニメ版ではガイに仮面を外されてからは、彼にも強い敵意を抱き、最終的にはガイに止めを刺された。ゲーム版と違い世界から解放されたことを喜びながら消滅した。
敵役でありながら第4回「テイルズオブ」キャラクター人気投票では24位にランクインしている。アッシュ以外の敵キャラクターでランクインしているのは彼のみである。また、第8回「テイルズオブ」キャラクター人気投票敵キャラ部門では4位にランクイン（1位はアッシュ）。
『ザ レイズ』では、プレイヤーキャラに昇格。イオン同様、声はゲーム版準拠で大谷が担当。
リグレット / ジゼル・オスロー (Regret / Giselle Oslo)
声 - 伊藤美紀
26歳 / 身長168cm / 体重52kg / クラス：譜銃士
神託の盾騎士団第四師団師団長で主席総長付きの副官でティアのライバル。通称「魔弾のリグレット」。ヴァンの右腕的存在として、六神将を束ねる役割を担う。音素のエネルギーを弾丸として発射する2丁の譜銃と多彩な譜術で戦う。神託の盾騎士団の見習いだったティアをユリアシティで教導した教官でもある。イオンやティアによれば、厳しくも優しい女性。
本名はジゼル・オスロー。神託の盾騎士団だった弟が預言で死を詠まれていたにもかかわらず、戦場に送り出して戦死させたヴァンに殺意を抱いていたが、後にその志に傾倒し、彼を純粋に愛し忠義を誓うようになる。レプリカ計画実現を目指して忠実に任務をこなす一方、かつての教え子であるティアを度々レプリカ計画に勧誘していたが、ティアがレプリカ計画に難色を示し、ヴァンやリグレットとの敵対を選んだため、パーティメンバーと同様に敵として認識している。
エルドラントの入り口にてローレライの宝珠奪取とルーク一行抹殺のため奇襲を仕掛けるが返り討ちにあい、ティアに真意を伝え戦死する。アニメ版ではジェイドに止めを刺された。
特典DVDではアッシュに次いで出演、アリスやサレに挑発されて発砲する短気な一面を見せた。
『ザ レイズ』では、プレイヤーキャラに昇格。
アリエッタ (Arietta)
声 - 雪野五月
16歳 / 身長148cm / 体重42kg / クラス：魔物使い / 誕生日：ND2002年
神託の盾騎士団第三師団師団長でアニスのライバル。通称「妖獣のアリエッタ」。軍人には不似合いの弱気で小柄な少女だが、魔物と会話し使役する能力を持ち、ライガやフレスベルグなどの強力な魔物を使役して戦う。アリエッタ本人も優れた譜術の使い手でもある。アニスからは「根暗ッタ」と呼ばれ蔑まれている。
ホド近隣の諸島にあるフェレス島の出身者で、ホド崩落に伴う大津波で両親を失う。以後、ライガクイーンに育てられた過程で魔物と会話する能力を身につける。彼女の小柄な体格や乏しい語彙は、満足な栄養を摂れず、十分な教育を受けられずに育ったため。その後、能力を買われてヴァンに拾われ、人間としての居場所を与えられ、フォミクリー技術でフェレス島を復活させる約束のもとにヴァンのレプリカ計画に協力する。
六神将に加わる前は、導師守護役としてオリジナルイオンの護衛を務めていたが、彼が死亡し、レプリカイオンが導師としてすり替わる際、事実の漏洩を防ぐため解任させられた。オリジナルイオンの死を知らない彼女は、後任のアニスにイオンを奪われたと思い込み、激しい嫉妬心と憎しみを抱いている。イオンレプリカをレプリカとは知らず純粋に敬愛しており、六神将の任務よりも彼の身を優先させる傾向がある。
イオンが消滅したことで、ライガクイーンの死に場所であるチーグルの森で仇のアニスに決闘を挑むが敗れ、イオンのことを想い涙を流しながら戦死した。
『ザ レイズ』では、プレイヤーキャラに昇格。
ディスト / サフィール・ワイヨン・ネイス (Dist / Saphir Wyon Neis)
声 - 矢尾一樹、まるたまり（幼少期・ドラマCD版） / 矢尾一樹、日野未歩（幼少期）
35歳 / 身長174cm / 体重62kg / クラス：学者 / 誕生日：ND1982年
神託の盾騎士団第二師団師団長でジェイドのライバル。通称「死神ディスト」。本人はこれを気に入っておらず「薔薇のディスト」を自称している。カイザーディストの爆発に巻き込まれたり、レプリカネビリムの攻撃を受けて雪山に置き去りにされたりしても生きているほどで、結果として六神将唯一の生き残りとなる。ナルシストかつ非常に粘着質な性格で、復讐日記をつけている。譜業技術に長けた科学者であり、戦闘では自分が開発した譜業兵器で戦う。また、常に音機関が組み込まれた浮遊するソファーに座って移動し、自分で歩くことはほとんどない。
本名はサフィール・ワイヨン・ネイス。ケテルブルクの出身で、ジェイドやピオニー、ネフリーとは幼馴染。また、ジェイドに鬱陶しがられたいじめられっ子でもある。故郷では現在も「譜業のネイス博士」と呼ばれ、ジェイドと並ぶ天才として知られている。幼少期にジェイドと交わした「ネビリムを復活させる」という約束にただならぬ執着心を抱いており、ジェイドが生物レプリカ研究を禁忌として放棄した後も一人でネビリムの影を追い続けている。神託の盾騎士団に所属しているのもネビリム復活のための研究の資料や場所を得るためであり、預言の是非については全く興味を示さない。一方、ジェイドに対しては自称「親友」である故の愛憎混じった執着心を抱いており、強烈な対抗意識を剥き出しにすると同時に、再び共にネビリム復活を目指したいと望んでいる。そのため、度々ジェイドにアプローチを掛けるものの、常に手酷く扱われており、周囲の哀れみを誘っている。
ケテルブルクでジェイドらを待ち受けるも、待ちぼうけ（というより放置）を喰らい、高熱を出しホテルに担ぎ込まれる。その後ジェイドによる尋問の後にマルクト兵に連行されるが脱獄し、モースを助け、彼に第七音素を注入する。
モースの命を受け、レムの塔にて戦うも敗北し自爆して死亡したと思われたが後のサブイベントで何も無かったかのよう生存する。意識が戻った後にレプリカネビリムを復活させるが彼女に捨てられ、一撃を受ける。それでも生き残ったが、今度こそ逮捕された。アニメではジェイドに敗北しカイザーディストと共に爆散するがレプリカネビリムのエピソードはカットされた為生存は描かれなかった。レプリカネビリムのイベントを描いたドラマCD「罪に降る雪」では、エルドラントの戦いの後ジェイドが再開したフォミクリー研究の助手となっている（ドラマCD『ラスト・エピソード』より）。
『ザ レイズ』では、プレイヤーキャラに昇格。
ラルゴ / バダック・オークランド (Largo / Boduch Ackland)
声 - 玄田哲章
48歳 / 身長211cm / 体重118kg / クラス：重僧兵
神託の盾騎士団第一師団師団長でナタリアのライバル。通称「黒獅子ラルゴ」。大鎌を携えた黒ずくめの巨漢で、第五音素の炎を伴った技を得意とする。本来は正義感が強く優しい性格で、冷静な戦術眼と強靭な肉体と精神力を有している。
正体はナタリアの実父で、本名はバダック・オークランド。元は「砂漠の獅子王」の二つ名を持つ、砂漠のキャラバン隊の護衛を務める傭兵として知られていた。バチカルの王城に従事する乳母の娘シルヴィアと恋に落ち、娘メリル（後のナタリア）の誕生をとても喜んでいたが、彼の留守中に死産だった王女の身代わりとしてメリルをキムラスカ王家に奪われ、シルヴィアは娘を奪われたショックで錯乱し自害する。娘を奪還せんとバチカル城に突入したが、その際誤って人を殺め、追放の身となった。世捨て人として放浪中ヴァンに拾われ、妻子の顛末が預言に記されていたことを知り、預言への復讐のためにヴァンのレプリカ計画に賛同した。実子のナタリアに対しては心中複雑な感情を抱いているが、自分の娘はキムラスカ王家に奪われてもういないと割り切っており、彼が消滅を望むオリジナルの世界には彼女も含まれている。
ヴァンに対する厚い忠義と理想実現に対する確固とした信念を持つ一方で、他者に対する思いやりや優しさも持ち合わせており、六神将の中では珍しく仲間を気遣う描写が多い。チーグルの森の決戦ではアリエッタに請われて立会人を務め、アリエッタが戦死した際には彼女の悲痛な覚悟をアニスに語り、弔いを誓った。その人間性は敵であるルーク達からも認められており、決戦の際には皆それぞれが惜しんでいた。
アブソーブゲートにてヴァンを逃がすためルーク一行との戦いで娘によって一撃を受け、ルークに敵（ヴァン）に情けをかけないよう言い残し死亡した。

### キムラスカ・ランバルディア王国
君主制の政治をとっている王政国家。譜業がマルクトよりも発達している。首都はバチカル。街はベルケンド、シェリダンなどがある。
インゴベルト六世 (Ingobert Ⅵ)
声 - 長克巳 / 谷口節
ナタリアの父親でキムラスカの現国王。シュザンヌの兄であり、ルークの伯父に当たる。人柄が良く王としての手腕にも優れるが、他者の言動に翻弄されやすい優柔不断な性格。モースを信頼し、預言通りマルクトと戦争を起こしてキムラスカに繁栄をもたらそうとしていた。
ナタリアが実子ではなかった事実に当初混乱し、モースに唆されるままにルークとナタリアの処刑を命令、マルクトとの戦争を再び起こそうとしたが、死を恐れず国に戻ったルークとナタリアの説得に心を動かされ、ナタリアを改めて自らの娘であると認識、預言への盲従を捨て去りモースとも袂を分かつ。
クリムゾン・ヘアツォーク・フォン・ファブレ (Crymson Herzog fone Fabre)
声 - 楠見尚己 / 仲野裕
ルークの父親で、ファブレ公爵家当主。キムラスカ・ランバルディア王国軍の元帥。ND1967年生まれ。使用人のラムダス（声 - 三戸耕三）がいる。
ホド戦争では兵を率いてガルディオス家を滅ぼした。預言に息子の死が詠まれていたため、愛さないように目を背けていた。物語が進むにつれ、ルークとアッシュを我が子として慈しむようになるが、事態の急変により、両者に対する父性愛を明確に示す機会を永遠に失ってしまう。
シュザンヌ・フォン・ファブレ (Suzanne fone Fabre)
声 - 堀越真己
ルークの母親で、ファブレ公爵の妻。インゴベルト六世の妹でもある。ND1974年生まれ。定期的に投薬を続けねばならないほど身体が弱い。夫と異なり、預言に関係なくルークを愛して育てたが、過剰に心配する親馬鹿な面もある。アニメ版の最終話ではルークの成人の儀式にて息子の墓前で涙を流す姿が描かれている。
ペール / ペールギュント・サダン・ナイマッハ (Peer / Peergynt Sadan Naimahha)
声 - 佐々木睦（テレビアニメ版）
ファブレ公爵家の庭師。ND1942年生まれ。正体はファブレ公爵家に滅ぼされたガルディオス家の騎士で、本名はペールギュント・サダン・ナイマッハ。「ガルディオス家の盾・左の騎士」と呼ばれていた（対となる「ガルディオス家の剣・右の騎士」は、ヴァンの家系であるフェンデ家を指す）。ホド戦争時は前線に出ており、ジェイドとも面識がある。ファブレ公爵率いるキムラスカ軍の襲撃を受けたガルディオス邸から、唯一生き残ったガイを救出した。2年後、復讐を望むガイを伴い、身分を隠してファブレ家の使用人となる。幼い頃に家族を失ったガイにとっては育ての親にあたり、剣の師でもある。作中のバチカル脱出時には、本来の騎士としての役割を果たす。
ゴールドバーグ (Goldberg)
声 - 斧アツシ（テレビアニメ版）
キムラスカ・ランバルディア王国軍の第一師団師団長。階級は将軍。預言に従い、ルークやナタリアの抹殺を試みるも、アッシュに阻止された。
ジョゼット・セシル (Josette Cecil)
声 - 中村千絵 / 東條加那子
キムラスカ軍の少将でゴールドバーグの部下。堅実な性格だが、セシル家復興のためにファブレ公爵に取り入った噂があり、本人も否定していない。セシル家血縁のガイは従姉弟に当たる。サブイベントでは、マルクトのフリングス少将と恋に落ち求婚を受け入れるものの、彼の戦死で2人の関係は引き裂かれた。
アルマンダイン伯爵 (Almandine)
声 - 北川勝博（テレビアニメ版）
キムラスカ軍カイツール方面の代表者。階級は大将。
アルバイン
声 - 浦山迅（テレビアニメ版）
キムラスカ王国の内務大臣。
ニコラス・スティール
かつてキムラスカの英雄と謳われていた将軍。ランバルディア弓術の名手で、インゴベルト六世の師でもある。だが、ローテルロー橋でのマルクト軍との戦闘で、初陣だったジェイドの放った閃光によって視力を奪われ、それが原因で退役した後はニックと名乗り各地を放浪している。盲目ながら気配や感覚に敏感。サブイベントにて、悪漢達に絡まれていたところをナタリアに救われ、返礼として彼女に弓術を伝授する。
ナタリアの乳母
声 - 竹口安芸子（テレビアニメ版）
本名は不明。キムラスカ王室の使用人で、亡き王妃に仕えていたナタリアの乳母。シルヴィアの母親で、ナタリアの実の祖母にあたる。精神的に衰弱していた王妃のために預言に頼り、死産だったナタリアと生まれたばかりの孫のメリルをすり替えたが、喪失を苦に自害した娘や、消息を絶った婿には罪悪感を抱き続けていた。後にモースによって、インゴベルト王の前ですり替えの事実を証言させられる。この件によってバチカルを去り、外殻大地降下後はケセドニアのアスター邸で働いている。
シルヴィア・オークランド (Silvia Ackland)
王妃付きの女官。バダックの妻で、メリルの実母。生まれつき体が弱かったが、預言で夫との間に必ず子供を作らなければならないと言われ、娘のメリルを儲けた。だが、出産から数日後に娘を王女の身代わりとして奪われ、ショックで錯乱したあげくバチカルの海に身を投げ自害した。
ビリジアン
ベルケンドの知事でファブレ公爵の部下。ヘンケンやキャシーと仲が良く、古代の音科学に興味がある。
イエモン
声 - 茶風林
シェリダンで譜業機器の開発・製造を手掛ける「め組」のリーダーで、シェリダンの代表者。ND1952年生まれ。飛晃艇「アルビオール二号機」をパーティに貸してくれた。「い組」のヘンケンと特にいがみあっているが、彼の実力は認めている。地核静止作戦の際、リグレット率いる神託の盾の襲撃に遭い、ルーク達をかばい死亡する。後に彼のレプリカが作られていたことが判明する。
タマラ
声 - 新田万紀子（テレビアニメ版）
シェリダン「め組」の紅一点。持っている定規でイエモンに突っ込みを入れる。イエモンと同じく、後に神託の盾の襲撃によって死亡。ゲーム版では兵士に斬り殺されたがアニメ版ではリグレットに射殺される。
アストン (Aston)
声 - 山崎たくみ / 安達貴英
シェリダン「め組」のメンバー。「め組」の唯一の生き残りで、壊滅後は1人で活動している。ギンジを助けられなかった場合は、彼がアルビオール三号機にアッシュを乗せてエルドラントへ突入する。アニメ版ではシェリダン襲撃以降の出番はないが、最終話でギンジやノエルと共にシェリダンで引き続き働く様子が描かれている。
ギンジ・ニークス (Ginji Niecks)
声 - 細井治 / 杉山大
ノエルの兄でイエモンの孫。飛晃艇アルビオールの操縦士。アルビオール一号機を操縦中、誤ってメジオラ高原に墜落する。関連イベントでの彼の生死によって、後の展開とアルビオール三号機の操縦士が変化する。
ノエル・ニークス (Noelle Niecks)
声 - 中村千絵 / 中島絵美
ギンジの妹でイエモンの孫。パーティの移動手段である飛晃艇「アルビオール二号機」の専属操縦士であり、ルーク達の旅の手助けをする。献身的な性格で、ルークに好意を寄せている。
ヘンケン
声 - 大西健晴 / 秋元羊介
め組と対照的にベルケンドで音素関係の研究を主とする「い組」のリーダー。演算機の製造を得意とする。「め組」とは王立大学時代から対立する仲だが、息は合っている。地核静止作戦の際、ヴァン（漫画版では一般兵士）に殺害された。殺害される際ルークは彼らに謝ったが、キャシーと共に謝罪ではなく感謝を求めながら息を引き取る。
キャシー
声 - 瀧本富士子 / 滝沢ロコ
ベルケンド「い組」の紅一点。王立大学時代はマドンナ的存在で、イエモンとヘンケン双方に好意を寄せられ、どちらも振った経緯がある。「め組」と長く対立関係にある状態を憂えている。アッシュに昔のイエモンの面影を重ね、彼の孤独による寂しさを見抜いた。ヘンケンと共にヴァンに殺害される。
スピノザ
声 - 中博史
物理学の専門としている科学者。ベルケンド「い組」のメンバーだったが、禁忌とされるフォミクリーに手を染めていた。オリジナルルークの誘拐事件にも関与している。地核静止の計画をヴァンに密告したものの、目の前でヘンケンとキャシーが殺害されたことで自分の行いを悔やみ改心。ヴァンの元を去り、殺されることも覚悟の上で罪滅ぼしとしてルーク達に尽力するようになる。
ファブレ公爵家のメイド
声 - 柏木由紀、片山陽加、仲谷明香
テレビアニメオリジナルキャラクター。物語後半、レプリカと判明したルークに偏見を抱き内心邪険に扱うが、後に昔と変わらぬ態度で接するようになった。

### マルクト帝国
キムラスカより譜術が発達している帝政国家。首都はグランコクマ。街はエンゲーブ、セントビナーなどがある。
ピオニー・ウパラ・マルクト九世 (Peony Upala Malkuth Ⅸ)
声 - 山崎たくみ
マルクト帝国の現皇帝。36歳。ジェイドやディストとは幼馴染。幼い頃にケテルブルクの屋敷に軟禁されていたが、よく脱走してはネビリムの塾に参加していた。ジェイドの妹のネフリーに想いを寄せていたが、預言によってその想いは引き裂かれ、以来預言に対し嫌悪感を示すようになる。皇帝とは思えないほどの砕けた性格だが、一国を治める者としての威厳と政治的手腕は備わっている。自分に対する自信を失ったルークは、常に自信に溢れている彼を「少し苦手」と言っている。ホド戦争（彼の父親の時代）の真相については公には秘されて来たが、彼自ら真実を明かし、自分の責任でもあるとして重く受け止めた。作中ではあまり語られないが、彼自身は腕の立つ格闘家で、キムラスカの闘技場にも強い関心を示している。ND1981年生まれ。
武器の収集とブウサギ（声 - 北沢力）の飼育が趣味で、5匹のブウサギに「（可愛い方の）ジェイド」、「アスラン」「ネフリー（首輪と毛並みが一番いい）」「サフィール」「ゲルダ」と、気に入った人間の名前を付けて可愛がっている（後に「ルーク」も追加）。サブイベントでもよく登場し、コスプレ衣装や決戦装束、水着などをパーティメンバーに贈っている。
人気は高く、『ファンダム Vol.2』ジェイド編では主要人物として活躍。異母兄2人と異母姉1人と甥（いずれも故人）がいる。『ザ レイズ』では、プレイヤーキャラに昇格。
老マクガヴァン
声 - 後藤史彦 / 村松康雄
セントビナーの代表者で、元マルクト帝国軍の元帥。ND1955年生まれ。ジェイドの師匠で、彼のことを「ジェイド坊や」と呼んでいる。元帥だった頃の最後の前線任務は「譜術士連続死傷事件」の犯人とされた譜術士（実はレプリカネビリム）の討伐だったが、相手があまりにも強大なため、惑星譜術の触媒となる武器を使った封印によって解決に導いた。
ゼーゼマン
声 - 小島敏彦（テレビアニメ版）
マルクト帝国軍の参謀総長。ジェイドのもう1人の師匠で、ピオニーからは「じいさん」と呼ばれる。
ノルドハイム
声 - 金子由之（テレビアニメ版）
マルクト帝国軍の将軍。仕事上、ジェイドに期待する場面も多い。
マリィベル・ラダン・ガルディオス (Mariebell Radan Galdios)
声 - 中村千絵（ゲーム版）、野中藍（ドラマCD版） / 嶋村侑
ガイの年の離れた姉。愛称は「マリィ」。弟に対し、親よりもガルディオス家の跡取りとしての教育に熱心だった。当時は泣き虫だったガイをよく叱っていたらしく、ヴァンですら彼女には頭が上がらなかった。ホド戦争におけるキムラスカ兵の襲撃時に、当時5歳だったガイを庇って死亡。後に彼女のレプリカが出現する。
ユージェニー・セシル・ガルディオス (Eugenie Cecil Galdios)
ガイとマリィの母親。キムラスカの貴族・セシル家の出身で、和平の証としてマルクト帝国の領土であるホドのシグムント・バザン・ガルディオス伯爵に嫁いだ。預言に詠まれたホド戦争では手引きをするよう要求されたが、祖国よりも家族を選んで拒否し、裏切り者としてファブレ公爵に殺された。そのためセシル家はキムラスカにおいては売国奴として扱われ、爵位を剥奪され、没落した。
ローズ
声 - 竹村叔子（テレビアニメ版）
エンゲーブの代表者である中年の女性。ND1964年生まれ。さばさばした性格。ジェイドとの関わりも多い。
グレン・マクガヴァン (Glen Mcgovern)
声 - 細井治 / 高橋研二
セントビナー駐屯軍を指揮するマルクト軍の将軍で、老マクガヴァンの息子。ND1980年生まれ。皇帝や父に目をかけられているジェイドに劣等感を抱き、嫌味を言うなど狭量な面もあるが、軍人としての仕事ぶりは確か。
アスラン・フリングス (Aslan Frings)
声 - 細井治 / 井上剛
マルクト軍の少将。温厚な性格だが、指揮官としての能力は確かで、ルーク達にも協力的。ルグニカ平野の崩落に巻き込まれた際、崩落で崖から落ちそうになった敵国キムラスカのセシル少将を助ける。後のイベントにより、エンゲーブでの出来事がきっかけで彼女と想いを交わし合うが、結婚式直前にキムラスカ軍に扮したレプリカ軍団によって瀕死の重傷を負い、セシルの幸せを願いながら息を引き取った。本編ではルーク達も彼の最期を看取ったが、アニメでは看取ったのはジェイドのみ（ルーク達はジェイドから彼の死を告げられる）。イエモン同様、後に彼のレプリカが登場する。
ネフリー・オズボーン (Nephry Osbone)
声 - 鈴木麻里子 / 本田貴子、菊地ゆうみ（幼少期）
ジェイドの妹で、ケテルブルクの知事にして子爵。旧姓はバルフォア。ND1987年生まれ。ディストやピオニーとは幼馴染。ピオニーの初恋の相手でもあり、互いに両想いではあったものの預言によって悲恋となってしまった。ジェイドとの兄妹仲は決して悪くないが、命の大切さを理解できない幼少時の兄の性質を恐れてもいた。ジェイドの開発した技術で作られたルークに兄の過去を話し、抑止力になってほしいと語った。TV版ではその後の兄妹のエピソードは描かれていない。
ゲルダ・ネビリム (Gelda Nebilim)
声 - 鈴木麻里子 / 永吉ユカ
かつて神託の盾騎士団に所属していた第七音譜術士。ND1966年生まれ。先代の導師エベノスと共に創世暦時代の強力な譜術と惑星譜術の研究に携わっていたが、研究を途中で断念し、故郷のケテルブルクで私塾を開いた。ジェイド、ネフリー、ディスト、ピオニーの教師で、第七音素の素養を持っていたため幼少時のジェイドが唯一自分より下に扱わなかった人物でもある。ジェイド少年が素養の無い第七音素の譜術を行使しようとして起きた事故により、死亡した。
レプリカネビリム (Replica Nebilim)
声 - 鈴木麻里子 / 永吉ユカ
本作の隠しボス。かつてマルクトで起きた「譜術士連続死傷事件」の犯人で、ジェイド少年が瀕死のネビリムから作りだした生物レプリカ。生物レプリカとして最初に生みだされた存在でもある。
音機関を使わない初期の技術で生み出されたため、特定音素の欠落によって精神や能力が変質した。そのため元から強かったネビリムをさらに上回る強さと、人間らしい心が欠如したモンスターのような凶暴性を持つ。ジェイドは失敗作と判断して彼女を廃棄しようとしたが、取り逃がしてしまう。3年後に不足している第一音素と第六音素を補うべく、譜術士を襲い次々と殺害する事件を起こす。討伐に差し向けられたマルクト軍の一個中隊を単身で壊滅状態に追いやったが、当時の元帥だったマクガヴァンによって、かつて自身の被験者が研究していた惑星譜術を行使するための力場に封印された。
サブイベントを進めると、惑星譜術の触媒により音素を吸収することで復活し、隠しボスとして戦える、本作中における最強の敵。惑星譜術の触媒を全て使い、パーティメンバー全員分の術技を使う。北米版と3DS版ではさらにパーティメンバーの秘奥義と固有の秘奥義「エンド・オブ・フラグメント」が追加され、秘奥義1つ1つのカットインイラストが異なる演出となっている。戦闘では物理・譜術を問わず効率よく攻撃を仕掛け、防御もこなし、譜術の詠唱時間も早い。実質的に譜術士というよりはヴァン同様譜術剣士（魔法剣士）のような実力を持っている。彼女に勝利した後は、ジェイドの惑星譜術により完全に消滅する（アニメ版のドラマCDではインディグネイションによって消滅した）。
上記の通り実力が非常に高いことから、難易度を「アンノウン」に設定するとHPが100万を超え（PS2版では128万、北米版と3DS版では112万となる）、かつ物理攻撃ではまともにダメージすら与えられなくなるほど物理防御も上がり（弱体化した3DS版でさえもレベル200のルークが第2秘奥義を使ってようやくギリギリ4ケタのダメージに達するほど）、たとえパーティレベルが最大の200に達していようとも苦戦は必至。そのため、公式ガイドブックには「アンノウンで倒したら報告を」と書かれている。
パイロープ (Pyrope)
アクゼリュスで働く鉱夫。アクゼリュス崩落の際に死亡する。
ジョン
パイロープの息子でエンゲーブ出身の男の子。エンゲーブから遊びに来ていて崩落に遭い、液状化した大地に飲み込まれる。
カシム
自称ジェイドの弟子。彼の譜眼に憧れて自らも譜眼を施すが失敗して失明してしまう。この際ジェイドに責任転嫁し逆恨みするがルークに一喝される。そして譜眼について調べるために禁書を盗んだことで逮捕され、その後はジェイドが彼の身元引受人となる。

### ケセドニア
ローレライ教団の元で生まれた貿易都市。国ではなく自治区として存在し、マルクト帝国領とキムラスカ王国領に南北で分かれる。
アスター (Astor)
ケセドニアの代表者で貿易商人。ND1974年生まれ。奇妙な笑い方をする。助力を求めるルーク達にたびたび協力し、イオンに対して敬意を払っている。作中では要所箇所で重要な役割を担う人物の1人だが、アニメ版には全く登場しなかった。
ディン
ケセドニアの商人。交易品を使いランダムでアイテムを作る。ルークを「ルー君」、ナタリアを「ナっちゃん」と愛称で呼ぶ。

### 漆黒の翼
ノワール、ウルシー、ヨークの3名を中心とする盗賊団。表向きには「暗闇の夢」というサーカス団として活動しながら、裏では権力者から金品を奪い貧しい人々に分け与える義賊稼業を行っている。物語中盤にかけて、アッシュと金で契約をしており、ルーク達の手助けをすることもある。ノワールはフランス語で「黒」、ウルシーとヨークは日本語のもじりで「漆」「翼」、繋げると「漆黒の翼」になる。
3人ともフェレス島の出身で、ホド戦争による津波で故郷と居所を失った。故郷を失ってからは貧しい生活を強いられ、生き延びるために悪事に手を染めるようになるが、ある日、フェレス島滅亡の切っ掛けとなったホド戦争が預言に詠まれていたこと、両国の支配者が預言によりホド戦争の結末を知りながら継続したことを知る。以来、預言に頼り切りになっている権力者から金品を奪う義賊となった。
現在ではラーデシア大陸にナム孤島と呼ばれるアジトを建設し、居所のない人々を寄せ集めている。ナム孤島の住人の中で、漆黒の翼として活動する者は幹部3名を含めた一握りの人間のみで、他の住人はサーカス団「暗闇の夢」の団員として働いており、盗賊として活動する仲間がいることも知らされていない。
ノワール (Noir)
声 - まるたまり / 雨蘭咲木子
女頭領。隠された街・ナム孤島を仕切る人物。美人でスタイルがよく、ファン倶楽部も設立されるほど人気がある。
ウルシー (Urushi)
声 - 巻島直樹 / 杉野博臣
ひげ面の男で、体系はボールのように丸い。語尾に「ゲス」をつける。
ヨーク (York)
声 - 渋谷茂 / 大原崇
眼帯の男。海賊のような風貌とは裏腹に、渋い声の持ち主。

### 創世暦時代の人々
約2000年前のオールドラントに生きた人々。ユリアには10人の弟子がいたが、そのうちの2人は戦争で戦死し、残った8人のうちダアトを除く弟子たちがユリアを支える「七賢者」となった。
ユリア・ジュエ (Julia Jue)
声 - ゆかな
かつて創世暦時代に起きた譜術戦争を終結させ、ローレライと契約し「惑星預言」を世界に残した偉大な譜術士。BD2693年生まれ。ヴァンとティアの先祖にあたり、ティアの外見はユリアと酷似している。
ホド島で誕生し、サザンクロス博士の下で第七音素を学んで育った。優れた譜術士であり譜業に関する才能にも長けた天才であったが、未来視の能力故に周囲から孤立しており、幼い頃は実験体のチーグルだけが友達だった。やがて彼女の下に10人の弟子が集い、14歳でローレライと契約して「ローレライの鍵」でプラネットストームを再構築させた。さらにローレライの力で二千年先の未来まで記された「惑星預言」を詠むことで、このままでは世界は滅びると人々に訴え、戦争を終結に導く。
障気対策として「フロート計画（外殻大地計画）」を発案したが、弟子のダアトに裏切られて投獄され、イスパニア国とフランク国に計画を奪われた。3年後に和解を申し入れたダアトに解放され、20歳の頃、魔界に残されたイスパニア国とフランク国の敵対国の人々を救うために、彼らと共に魔界と外殻大地を繋ぐ「ユリアロード」と「ユリアシティ」の前身となる街を作った。その後は弟子のアルバートをローレライ教団の導師に任命し、公の場から姿を消した。それから各地を放浪した後、故郷であるホドに戻ってアルバートと結婚し、余生をホドで送った。夫との間に生まれた子供がフェンデ家を継ぎ、やがて子孫が、彼女の残した第七譜石を代々守っていくことになる。
フレイル・アルバート (Freyr Albert)
ユリアの弟子。ホド島の名家フェンデ家の創始者で、彼もティアとヴァンの先祖にあたる。ユリアの一番弟子であり、自身が考案した剣技「アルバート流」で彼女を守ってきた。ダアト亡き後はユリアの指示でローレライ教団の導師となり、後にユリアと結婚してフェンデ家を創設した。
ヴァルター・シグムント (Walter Sigmund)
ユリアの弟子で、アルバートの異母弟。ホド島の名家ガルディオス家の創始者で、ガイの先祖にあたる。兄から習った剣技を改良し、ユリアとアルバートを守るために、アルバート流の弱点を突く「アルバート流：シグムント派」を派生させた。後にガルディオス家を創設し、ユリアとその血族を守るためのカモフラージュとして、本来なら逆の関係であるフェンデ家の主君の家となる。シグムント派は、当初の目的を重視して受け継がれたため、ガルディオス家およびその家系に連なる者にしか伝わっていない。
フランシス・ダアト (Francis Daht)
ユリアの弟子。師が人々に神格化されていくのを快く思わないイスパニア国とフランク国に買収され、彼女を裏切り投獄した。ユリアの第一譜石から第六譜石に刻まれた預言を利用してローレライ教団を設立し、運営を始めるが、預言のあまりの的中率の高さに次第に恐れを抱くようになり、投獄から3年後にユリアを解放した。ユリアは和解を受け入れてくれたものの、彼は自責の念に駆られて自害した。彼の死を悲しんだユリアによって、ローレライ教団の本拠地の街はダアトと名付けられる。ユリアの弟子は「七賢者」と呼ばれているが、ダアトはユリアを裏切ったため含まれていない。
サザンクロス
歴史に名を残す創世暦時代の科学者で、ユリアの師匠。彼の提唱によってプラネットストームが完成し、後に第七音素を発見した。

### ゲストキャラクター
闘技場で特別出演するテイルズ オブ シリーズの4名のキャラクター。
ミント・アドネード
声 - 岩男潤子
『テイルズ オブ ファンタジア』のヒロイン。治癒術を得意とする。
フィリア・フィリス
声 - 井上喜久子
『テイルズ オブ デスティニー』のパーティキャラクター。手製の爆薬と多彩な攻撃晶術で戦う。
リッド・ハーシェル
声 - 石田彰
『テイルズ オブ エターニア』の主人公。我流の剣術を得意とする。
ナナリー・フレッチ
声 - 川上とも子
『テイルズ オブ デスティニー2』のパーティキャラクター。弓術と晶術で戦う。

## 主題歌
オープニングテーマ「カルマ」
歌 - BUMP OF CHICKEN
ボーカルの藤原基央は挿入歌の「譜歌」など世界観にかかわる一部の曲を作曲している。

## テイルズ オブ ファンダム外伝
PS2版の予約特典として同梱されていたDVD。シリーズ10周年を題材とした内容。このDVD用に収録されたチャットドラマをはじめ、ドラマのメイキング映像、声優からのメッセージ、アビスの設定資料集などが収録されている。
オリジナルドラマ『最強は誰だ!?8大ヒーロー大集合の巻』
「歴代主人公の中で誰が最強かを決める」というテーマで内容が進行するチャットドラマ。『テイルズ オブ ファンタジア』から『アビス』までの旧マザーシップタイトルの主人公8人が登場するほか、司会進行役として『テイルズ オブ デスティニー2』のハロルド・ベルセリオス（声：平松晶子）とジューダス（声：緑川光）、賑やかし役として『テイルズ オブ シンフォニア』のゼロス・ワイルダー（声：小野坂昌也）が登場する。
ゲスト/草尾毅・関智一・石田彰・福山潤・檜山修之・小西克幸・鈴村健一・鈴木千尋

## ニンテンドー3DS版
2010年9月29日Nintendo カンファレンス 2010 ソフトラインナップにて発表。
PlayStation 3やXbox360などの従来型ゲーム機への移植の話が既にいくつかあったがPS2版とは違う遊び方や、もう一役つけられるようなプラットフォームでの発売を開発側が望んでいたためニンテンドー3DS以外の機種への移植は本作の開発責任者である吉積信が全て断った。
2011年5月19日に発売される予定であったが2011年4月9日に発売日未定に延期を発表、その後2011年4月26日に2011年6月30日発売決定と再度発表された。約1か月弱の延期となった
2011年6月30日発売。最大の特徴として、3DSの基本機能を生かし戦闘シーンなどを裸眼立体視映像化している。この他、上下2画面化された画面を利用し、術技をタッチスクリーンのショートカットモード（他のパーティメンバーの術技も指定可能）で視覚的に判りやすく発動可能とする
2014年12月3日にはダウンロード版およびニンテンドー3DSのHOMEメニュー用テーマがニンテンドーeショップにて配信が開始された(現在は配信終了)
2017年6月1日に価格を定価2800円に改訂したパッケージ版であるWelcome Price!!版(廉価版)が発売された。このWelcome Price!!版では通常版に付属されていた紙の説明書が簡易化され電子説明書になった(現在は生産終了)
北米PS2版をベースにした移植であるが北米PS2版で発生していたバグは全て修正されている。また一部アイテムや装備品の入手時期は国内PS2版と同じになっており北米PS2版ではシナリオ終盤でないと習得できなかった一部キャラの第二秘奥義が比較的に早い段階で使用可能になるなどニンテンドー3DS版独自の改善点も存在する。
- ワイド画面化（上画面）対応など、ハードの変化に伴う細かな適切化。
- 下画面にマップを表示できるようになった。
- PS2版よりロード時間が短縮された。(例としてワールドマップ戦闘後のロード時間は3DS版2秒、PS2版8秒)
- PS2版ではバグで発生しなかった8個のスキットが適切な場所で発生するようになった。それに伴いPS2版ではコンプリートできなかったレコードが完全に埋まるようになった。
- PS2版では会話しないと発生しなかった一部イベント等がその場所に近づくだけで発生するようになった。
- PS2版で発生していたザレッホ火山での名前表記ミス、その他全体的な誤字脱字が修正。ルビが必要な部分は括弧が付いて表示されるようになった。
- PS2版で2周目以降に解禁される秘奥義、隠しダンジョンが一度でもクリアデータをセーブもしくはタイトルにレコードが表示されている状態であれば1週目のセーブデータでも解禁されるようになった。
- PS2版ではルークの秘奥義「レイディアント・ハウル」は断髪後でないと発動不可であったが3DS版では2週目以降であれば長髪時から発動できるようになった。それに伴い長髪ルークのカットインが追加された。
- ルークの秘奥義「レイディアント・ハウル」の追撃技に「イオン召喚」が追加。
- ティアの秘奥義「フォーチュン・アーク」の追撃技が追加。
- ガイの秘奥義「閃覇瞬連刃」が追加。
- ナタリアの中級譜術「ヒーリングフォース」が上級譜術に分類変更。
- ナタリアの秘奥義「ノーブル・ロアー」が追加。
- ヴァンの特技「光龍槍・改」「断空剣」が追加。
- ヴァンの秘奥義「神葬星条破」が追加。
- レプリカネビリムの秘奥義「イノセント・シャイン」「絞牙鳴衝斬」「フォーチュン・アーク」「ミスティック・ケージ」「インディグネイション」「エンド・オブ・フラグメント」が追加。
- フィリアの秘奥義「セイクリッドブレイム」が追加。
- リッドの秘奥義「緋凰絶炎衝」が追加。
- ナナリーの秘奥義「ワイルドギース」に演出とボイスが追加。追加演出にも攻撃判定があるため威力が向上している。
- 3DS版で追加された秘奥義とその追撃技に合せて新たなカットインを追加。(PS2版で秘奥義にカットインが無かったキャラにもすべて追加された。)
- 一部の敵が使用する「タイムストップ」が秘奥義扱いになった。それに伴いミントのタイムストップにカットインが新たに追加された。
- セーブデータが4つに縮小されている。
- 戦闘ランク「アンノウン」の敵パラメーターの上昇が4倍から3.5倍に変更。
- 一部キャラのバランスや技の性能が調整された。
- キノコロードイベントでのアッシュ操作時に術技が全て使えるように修正。
- ヴァン、ティアによるチュートリアルの操作説明は3DS版用に音声を新録。またヴァンの戦闘時詠唱中に音声を追加。
- 秘奥義やFOF発動時、モーション移行前に2、3秒ロードが入るため発動ボイスが全部聞けるようになった。
- 敵の秘奥義時にステータスバーが下にスクロールするようになった。
- 戦闘終了時のグレード表示が+100.00以上でも正確に表示されるようになった。

## 開発
- プロデューサー - 吉積信
- エグゼクティブプロデューサー - 横山茂、石川祝男、石村繁一、中村雅哉
- チーフディレクター - 樋口義人
- プランニングリード - 長谷川崇
- スクリプトリード - 宮寺直人
- メインシナリオライター - 実弥島巧
- プログラム - 久野理
- モンスターコンセプトデザイン - 村井剛
- バトルプランニング - 久野理、村井剛
- キャラクターデザイン - 藤島康介、奥村大悟

アッシュを除く六神将、イオンなどのキャラクターデザインは藤島の絵柄に似せた形で奥村大悟が務めた。
元々本作のシナリオは別のシナリオライターが途中まで担当していたが開発中にシナリオの方針が変更になった影響で途中降板しており、シリーズとしては前々作にあたるテイルズオブシンフォニアのシナリオライターである実弥島が急遽参加し最後まで描き上げた。実弥島は「途中参加することになった上、その時にはもう発売まで時間が無かったためつらかった思い出しかない。」と2022年の非公式イベントで笑い交じりに語った。なお途中降板したシナリオライターの名前やシナリオのどこまでを担当していたのか等は非公表のため不明である。
本作の主人公であるルークは開発段階の時点では製品版よりも遥かにクズだったがテストプレイヤーからマイルドにして欲しいという意見があり現在の形に変更された。
PS2版の開発期間は2年余り。2006年春の発売を想定して開発されていたがナムコ上層部の判断で急遽発売時期が早められた。
ニンテンドー3DSへの移植については発売時の2011年の時点では上限容量が2GBまでのカートリッジのみしか用意されておらずPS2版のゲーム容量である4.3GBから半分以下であるため音声の容量問題で移植に苦労したが最終的には高音質のままカートリッジに収録することができたと海外の任天堂系ゲーム雑誌『Nintendo Power』にて語っている。

## 関連作品

### 小説
テイルズ オブ ジ アビス
著者は結城聖、イラストは松竹徳幸。スーパーダッシュ文庫より刊行。ゲーム本編を小説化した作品。
1. 聖なる焔と七ノ歌 ISBN 4-08-630281-0
2. 愚かな焔と崩れる世界 ISBN 4-08-630291-8
3. さまよう焔と割れる世界 ISBN 4-08-630301-9
4. 地に行く焔と師との道 ISBN 4-08-630310-8
5. 惑う焔と蘇る死者たち ISBN 4-08-630332-9
6. そして焔は消え、歌は空に流れる ISBN 978-4-08-630341-5

テイルズ オブ ジ アビス 緋色の旋律（あかのせんりつ）
著者は矢島さら、イラストは中嶋敦子。ファミ通文庫より刊行。ゲーム本編を小説化した作品。
- 上 2006年3月30日発売、ISBN 4-7577-2665-1
- 中 2006年5月29日発売、ISBN 4-7577-2801-8
- 下 2006年7月29日発売、ISBN 4-7577-2870-0

テイルズ オブ ジ アビス 真白の未来（しろのあした）
著者は矢島さら、イラストは中嶋敦子。ファミ通文庫より刊行。各々のキャラクターに焦点を当てた番外編。上巻は幼少期のジェイドらとセシル将軍、下巻は傭兵時代のラルゴとレプリカイオンらのエピソードを収録。
- 上 2006年10月30日発売、ISBN 4-7577-3005-5
- 下 2006年12月25日発売、ISBN 4-7577-3089-6

テイルズ オブ ジ アビス 黄金の祈り（きんのいのり）
著者は矢島さら、イラストは中嶋敦子。ファミ通文庫より刊行。ガイとティアに焦点を当てた番外編。
- 上 2007年12月25日発売、ISBN 978-4-7577-3922-2
- 下 2008年2月29日発売、ISBN 978-4-7577-4015-0

### 漫画
テイルズ オブ ジ アビス
『電撃「マ）王』創刊号から2011年1月号まで連載。作画は玲衣。ゲーム本編に沿ったストーリーだが、テレビアニメ版と同じく場所やイベントが一部カットされている他、設定の改変がなされている。また、大爆発現象が独自の解釈で描写されているため、エピローグはゲーム本編と異なっている。コミックス発売と同日に発行される本誌にはシナリオの実弥島巧監修の外伝（主にその話の中心人物の過去）を収録した小冊子がついてくる（その場合、本編は休載となる）。
- 1. 2006年5月27日発売、ISBN 978-4-84-023477-1
- 2. 2007年1月27日発売、ISBN 978-4-84-023750-5
- 3. 2007年8月27日発売、ISBN 978-4-84-024010-9
  - 外伝「還るべき場所（アッシュの過去）」収録

- 4. 2008年3月27日発売、ISBN 978-4-84-024250-9
- 5. 2008年9月27日発売、ISBN 978-4-04-867317-4
- テイルズ オブ ジ アビス アナザーストーリー 公式外伝集 2008年12月17日発売、ISBN 978-4-04-867497-3
  - 「失いゆくすべて（オリジナルイオン）」・「結びゆく誓い（ピオニーとネフリー）」・「dance!dance!!dance!!!（ディストとアニス）」・「EPISODE00（イオン、アニス、ジェイド）」を1冊にまとめた物。

- 6. 2009年3月27日発売、ISBN 978-4-04-867709-7
- 7. 2010年1月27日発売、ISBN 978-4-04-868367-8
- 8. 2011年1月27日発売、ISBN 978-4-04-870202-7

テイルズ オブ ジ アビス 鮮血のアッシュ
『テイルズ オブ マガジン』Vol.1から14まで連載。シナリオは二条凛、作画は斎藤ハナ。
1. 2009年4月23日発売、ISBN 978-4-04-715234-2
2. 2010年2月23日発売、ISBN 978-4-04-715393-6

テイルズ オブ ジ アビス -追憶のジェイド-
『月刊Asuka』2009年6月号から2010年2月号まで連載。シナリオは実弥島巧、作画は狩野アユミ。
- 上 2009年10月21日発売、ISBN 978-4-04-854384-2
- 下 2010年3月19日発売、ISBN 978-4-04-854457-3

テイルズ オブ ジ アビス パロディマンガ いつでもA。
『テイルズ オブ マガジン』Vol.5から12まで連載。作画は椎名りむ。
この他、マッグガーデンからアンソロジーコミックが4巻、一迅社からアンソロジーコミックが6巻と「THE BEST」が1巻、4コマ漫画が4巻、スクウェア・エニックスからアンソロジーコミックが4巻、メディアワークスからアンソロジーコミックが2巻刊行されている。

### ドラマCD
- テイルズ オブ ジ アビスVol.1 - Vol.5（完結編）
  - 2006年にフロンティアワークスより発売。一部の声優が異なるなど、いくつかの変更点がある。当初は全4巻だったが全5巻に増やされ最終巻は2年後の2008年に発売された。
- アンソロジードラマCD「テイルズ オブ ジ アビス」Vol.1 2008年7月25日発売
- アンソロジードラマCD「テイルズ オブ ジ アビス」Vol.2 2008年8月22日発売

### テレビアニメ
2008年10月より2009年3月までMBS制作で放送。ハイビジョン制作。MBSのみ字幕放送を実施。
MBS製作UHFアニメは『成恵の世界』以来5年ぶりである（同時期開始の同一系列であるCBC製作『のらみみ2』も同局にとって2年3か月ぶりの自社製作UHFアニメである）。
原作においてBGMを担当したうちの1人である桜庭統が劇伴を手がけ、OP主題歌にはゲーム版に引き続きBUMP OF CHICKENの「カルマ」が起用され、榎本くるみがアニメ版で新たにED主題歌を務める。『テイルズ オブ』シリーズのアニメ版でのゲーム版主題歌の起用は今回が初となった。
尺の都合上、カットされた場面や簡略化されたエピソードも多いが、基本的にはゲーム本編のメインエピソードからエピローグまでを忠実に再現している。
EDで現れるフォニック文字は「See You Again Soon」と読める。16話以降は「I believe that we can choose our future（俺達は未来が選べると信じている）」に変わり、EDアニメーションも変更された。最終話では、各絵ごとに少しずつ文字が浮かび、すべて繋げると「We are deeply grateful to all those who watched TOA. May you all enjoy lives filled with happiness（私達はTOAを見たすべての人に深く感謝しています。あなた達が皆、幸福で満たされた人生を楽しんでいますように）」となる。

#### 特別番組
『アビス』TVシリーズ放送開始記念として製作された特別番組で、タイトルは『ビバ☆テイルズ オブ MXスペシャル』。内容はBS11デジタルで放送されていた『ビバ☆テイルズ オブ』を再編集したもので、ナビゲーターの小野坂昌也を始め、シリーズの声優陣が出演。小野坂昌也が出演する専用の番宣CMも製作・放送された。なお、製作に関わったMBSではこの特番は放送されていない。

#### スタッフ（アニメ）
- 企画 - 宮河恭夫、川城和実、鵜之澤伸
- 原作 - テイルズ オブ ジアビス（バンダイナムコゲームス）
- オリジナルキャラクターデザイン - 藤島康介
- 監督 - こだま兼嗣
- 副監督 - 佐藤照雄
- シリーズ構成 - 面出明美
- キャラクターデザイン・総作画監督 - 菱沼義仁
- モンスター・メカニカルデザイン - 石垣純哉
- 美術監督 - 池田繁美
- 色彩設計 - 赤間三佐子
- 撮影監督 - 小川滋見
- CGディレクター - 小森稲穂、福士直也
- 編集 - 鶴渕友彰
- 音楽 - 桜庭統
- 音楽プロデューサー - MOR、小池克実、眞野昇
- 音響監督 - 木村絵理子
- 音響制作 - 東北新社
- エグゼクティブプロデューサー - 尾崎雅之、久保聡、吉積信
- アソシエイトプロデューサー - 槙木裕紀、前田俊博
- プロデューサー - 小形尚弘、桑園裕子、樋口義人、丸山博雄
- 製作 - サンライズ、バンダイビジュアル、バンダイナムコゲームス、毎日放送

#### 主題歌（アニメ）
オープニングテーマ「カルマ」
作詞・作曲 - 藤原基央 / 編曲・歌 - BUMP OF CHICKEN
ゲーム版に収録されたものがそのまま使われているため、テレビアニメ主題歌では異例の2分半という長さとなっている。
エンディングテーマ「冒険彗星」
作詞・作曲 - MOR & MOTOO FUJIWARA / Produced by - MOTOO FUJIWARA & MOR / 歌 - 榎本くるみ
挿入歌「譜歌」（第1話ほか）
作詞・作曲 - MOTOO FUJIWARA / 歌 - ティア・グランツ（ゆかな）

#### 各話リスト
| 話数 | サブタイトル             | 脚本                | 絵コンテ       | 演出              | 作画監督                 | 放送日         |
| ---- | ------------------------ | ------------------- | -------------- | ----------------- | ------------------------ | -------------- |
| 1    | 預言（スコア）の世界     | 面出明美            | こだま兼嗣     | 佐藤照雄          | 菱沼義仁                 | 2008年 10月3日 |
| 2    | 聖獣の森                 | 面出明美            | 佐藤照雄       | 綿田慎也          | しんごーやすし           | 10月10日       |
| 3    | 神託の盾（オラクル）来襲 | 岸本みゆき          | 青木康直       | 鳥羽聡            | 前澤弘美                 | 10月17日       |
| 4    | 隠された真実             | 面出明美            | こだま兼嗣     | 佐藤照雄          | 佐久間信一               | 10月24日       |
| 5    | 選ばれし英雄             | 加藤陽一            | 戸部敦夫       | 小倉宏文          | 橋本貴吉                 | 10月31日       |
| 6    | 砂漠の雨                 | 根元歳三            | まついひとゆき | 鳥羽聡            | しんごーやすし、杉本幸子 | 11月7日        |
| 7    | 孤立                     | 加藤陽一            | 西森章         | 佐藤真人          | 前澤弘美                 | 11月14日       |
| 8    | 崩落                     | 根元歳三            | 佐藤照雄       | 佐藤照雄          | 佐久間信一               | 11月21日       |
| 9    | 奪われし者               | 面出明美            | こだま兼嗣     | 小倉宏文          | 菱沼義仁、橘佳良         | 11月28日       |
| 10   | 償いの帰還               | 岸本みゆき          | 小倉宏文       | 小倉宏文          | 中島里恵                 | 12月5日        |
| 11   | 雪降る街                 | 面出明美            | 佐藤真人       | 佐藤真人          | 菱沼義仁、前澤弘美       | 12月12日       |
| 12   | 水の都                   | 面出明美            | 綿田慎也       | 綿田慎也          | 野本正幸                 | 12月19日       |
| 13   | 開戦                     | 加藤陽一            | こだま兼嗣     | 佐藤照雄          | 佐久間信一               | 12月26日       |
| 14   | 閉ざされた過去           | 根元歳三            | 西森章         | 鳥羽聡            | 中島里恵                 | 2009年 1月2日  |
| 15   | それぞれの決意           | 岸本みゆき 面出明美 | 小倉宏文       | 小倉宏文          | 橘佳良、樋口聡美         | 1月9日         |
| 16   | 地核突入作戦             | 加藤陽一            | 戸部敦夫       | 綿田慎也          | 戸部敦夫                 | 1月16日        |
| 17   | 崩壊の序曲               | 根元歳三            | 青木康直       | 佐藤照雄          | 佐久間信一               | 1月23日        |
| 18   | アブソーブゲート         | 面出明美            | 佐藤真人       | 佐藤真人          | 杉本幸子、石田可奈       | 1月30日        |
| 19   | 最期の預言（スコア）     | 岸本みゆき 面出明美 | 青木康直       | 鳥羽聡            | 中島里恵                 | 2月6日         |
| 20   | 森の墓標                 | 根元歳三            | 小倉宏文       | 小倉宏文          | 前澤弘美                 | 2月13日        |
| 21   | 古の塔                   | 面出明美            | まついひとゆき | 佐々木忍 佐藤照雄 | 佐久間信一               | 2月20日        |
| 22   | 消えゆく者               | 面出明美            | こだま兼嗣     | 綿田慎也          | 橘佳良、小磯沙矢香       | 2月27日        |
| 23   | 悲しき決別               | 加藤陽一            | 佐藤真人       | 佐藤照雄          | 佐久間信一               | 3月6日         |
| 24   | 栄光の大地               | 面出明美            | 佐藤真人       | 鳥羽聡            | 中島里恵                 | 3月13日        |
| 25   | 存在を賭けて             | 面出明美            | こだま兼嗣     | 佐藤照雄          | 杉本幸子、前澤弘美       | 3月20日        |
| 26   | 新たな世界               | 面出明美            | こだま兼嗣     | 鳥羽聡            | 菱沼義仁、橘佳良         | 3月27日        |

#### 放送局
| 放送地域   | 放送局        | 放送期間                                                                           | 放送日時                                                                              | 放送系列   | 備考 |
| ---------- | ------------- | ---------------------------------------------------------------------------------- | ------------------------------------------------------------------------------------- | ---------- | --- |
| 東京都     | TOKYO MX      | 2008年10月3日 - 2009年3月27日                                                      | 金曜 21:00 - 21:30                                                                    | 独立UHF局  | 地上デジタルはマルチ編成の場合あり |
| 近畿広域圏 | 毎日放送      | 2008年10月5日 - 2009年3月29日                                                      | 日曜 1:55 - 2:25（土曜深夜）                                                          | TBS系列    | 制作局 アニメシャワー第1部 |
| 中京広域圏 | 中部日本放送  | 2008年10月5日 - 2009年3月29日                                                      | 日曜 2:40 - 3:10（土曜深夜）                                                          | TBS系列    | |
| 日本全域   | BS11          | 2008年10月31日 - 2009年4月24日                                                     | 金曜 23:00 - 23:30                                                                    | BSデジタル | ANIME+枠 |
| 日本全域   | アニマックス  | 2008年11月3日 - 2009年5月11日                                                      | 月曜 19:00 - 19:30                                                                    | CS放送     | GEKKIN7枠 リピートあり |
| 日本全域   | BS11          | 2011年4月1日 - 9月23日                                                             | 金曜 0:30 - 1:00（木曜深夜）                                                          | BSデジタル | 再放送。 放送枠内ではニンテンドー3DS版のTV-CMが放映されていた。 東日本大震災の影響により一部シーンに削除モザイク修正有り。                        |
| 日本全域   | WOWOWプライム | 2014年2月9日 - 2月23日                                                             | 日曜 26:00 - 7:00(深夜早朝) 日曜 23:35 - 5:35(深夜早朝) 日曜 23:38 - 25:35(深夜放送） | BSデジタル | リピートあり |
| 東京都     | TOKYO MX      | 2016年1月3日 - 3月29日                                                             | 日曜 23:00 - 23:30 火曜 23:00 - 23:30                                                 | 独立UHF局  | TOKYO MXでは再放送、BS11では2度目の再放送。 『テイルズ オブ ジ アビス』10周年＆ 『テイルズ オブ』シリーズ20周年記念。 TOKYO MXは毎週2話ずつ放送。 |
| 日本全域   | BS11          | 2016年1月6日 - 3月30日（第1話 - 第13話） 2016年4月6日 - 6月29日（第14話 - 第26話） | 水曜 0:30 - 1:00（火曜深夜） 水曜 1:00 - 1:30（火曜深夜）                             | BSデジタル | TOKYO MXでは再放送、BS11では2度目の再放送。 『テイルズ オブ ジ アビス』10周年＆ 『テイルズ オブ』シリーズ20周年記念。 TOKYO MXは毎週2話ずつ放送。 |
| 日本全域   | AT-X          | 2019年3月4日 - 9月2日                                                              | 月曜 0:00 - 0:30（日曜深夜）                                                          | CS放送     | リピートあり |

初回と第15話以降はTOKYO MXが1日先行して放送。それ以外は毎日放送と中部日本放送が先行した。
2022年1月からテイルズシリーズの公式Youtubeチャンネル開始1周年記念としてアニメ版が無料で全話配信されていた。現在は1話を除き配信終了。。
2024年にはバンダイナムコピクチャーズの公式Youtubeチャンネルにて期間限定で毎週配信されていた。現在は配信終了。

#### 関連商品（アニメ）
映像メディア

- テイルズ オブ ジ アビス 1 - 9 （Blu-ray・DVD・UMD）
- テイルズ オブ ジ アビス DVD-BOX 2011年8月26日発売
- テイルズ オブ ジ アビス Blu-ray Box 2016年6月24日発売

音楽CD

- TVアニメ「テイルズ・オブ・ジ・アビス」イメージアルバム
- TVアニメ「テイルズ・オブ・ジ・アビス」オリジナルサウンドトラック

ドラマCD

- TVアニメ テイルズ オブ ジ アビス ドラマCD Vol.1「エピソードゼロ」2008年11月26日発売
- TVアニメ テイルズ オブ ジ アビス ドラマCD Vol.2 - 4

書籍

- テイルズ オブ ジ アビス アニメ公式コミックアンソロジー
- TVアニメ テイルズ オブ ジ アビス ビジュアルファンブック

### 舞台
2017年6月2日に横浜アリーナで開催された「テイルズ オブ フェスティバル 2017」において、『テイルズ オブ ザ ステージ -最後の預言-（ラストスコア）』のタイトルで舞台版が公演。2017年8月30日・31日にはメルパルクホール大阪、9月5日・6日には中野サンプラザで公演。
2018年6月15日に横浜アリーナで、『テイルズ オブ ザ ステージ -ローレライの力を継ぐ者- LIVE&THEATER at 横浜アリーナ』のタイトルで、アッシュに焦点を当てたのアナザーストーリーが舞台で公演。2018年8月22日〜26日にはZepp DiverCity TOKYOで、2018年9月8日・9日にはZepp なんば大阪で、『テイルズ オブ ザ ステージ -ローレライの力を継ぐ者- EMOTIONAL ACT』が公演。
キャスト
- ルーク・フォン・ファブレ - 岩城滉太
- ティア・グランツ - 星波（ザ・フーパーズ）
- ジェイド・カーティス - 高橋駿一
- アニス・タトリン - 甲斐千尋
- ガイ・セシル - 細川洪（「最後の預言」）、川村玲央（「ローレライの力を継ぐ者」）
- ナタリア・ルツ・キムラスカ・ランバルディア - 朝倉ふゆな
- イオン - 高橋紗妃（「ローレライの力を継ぐ者」では、シンクとの2役）
- アッシュ - 新井雄也
- ヴァン・グランツ - RYOJI
- アスラン・フリングス - 廣瀬大介（初演の横浜公演のみ）
- リグレット - 齊藤恕茉
- シンク - 川村理沙（「最後の預言」）、高橋紗妃（「ローレライの力を継ぐ者」では、イオンとの2役）
- モース - 内田健介

「ローレライの力を継ぐ者」から出演
- アリエッタ - 岡本麻海
- ディスト - 笠原織人（STARBOYS）
- ラルゴ - 森山栄治
- アニス・タトリン - 甲斐千尋
- ノワール - 花奈澪
- 少年時代のアッシュ - 田代輝（東京公演のみ）

スタッフ
- 演出・構成・振付 - TETSUHARU
- 脚本 - 入江おろぱ
- プロローグスキットシナリオ制作 - 実弥島巧

## 関連商品

### 書籍
- テイルズ オブ ジ アビス 公式コンプリートガイド ISBN 4-902372-09-6
- テイルズ オブ ジ アビス パーフェクトガイド ISBN 4-7577-2760-7
- テイルズ オブ ジ アビス キャラクターエピソードバイブル ISBN 978-4-7580-1083-2
- テイルズ オブ ジ アビス イラストレーションズ 藤島康介のキャラクター仕事 ISBN 4-7580-1058-7
- テイルズ オブ ジ アビス 公式シナリオブック ISBN 978-4-902372-23-6

### サウンドトラック
- テイルズ オブ ジ アビス オリジナル・サウンドトラック
- SONG FOR TALES OF THE ABYSS

## 他作品との関連
テイルズ オブ ヴァールハイト（2006年6月15日配信）
携帯電話用作品。闘技場にルークとジェイドが登場。
テイルズ オブ デスティニー（PS2版）（2006年11月30日発売）
ミュウの人形が登場。作中内でスタンとルーティがPS2版テイルズオブジアビスを宣伝するスキットが存在する。
テイルズ オブ ザ ワールド レディアント マイソロジー（2006年12月21日発売）
シリーズキャラクター共演作品。ルークとティアがプレイヤーキャラクターとして登場。
テイルズ オブ ファンダム Vol.2（2007年6月28日発売）
シリーズキャラクター共演作品。パーティキャラクター6人・ミュウ・六神将・ヴァンなどが登場。
テイルズ オブ シンフォニア -ラタトスクの騎士-（2008年6月26日発売）
ナタリアがアスカードの洞窟内の壁に描かれている。
テイルズ オブ ヴェスペリア（PS3版）（2009年9月17日発売）
アッシュの衣装がユーリのコスチュームとして、ティアの衣装がエステルのコスチュームとして、ルークの衣装がフレンのコスチュームとして、アニスの衣装がパティのコスチュームとして、ヴァンの衣装がレイヴンのコスチュームとして登場。アニスとヴァン以外のコスチュームは予約特典のものと後日配信されたものの2種類があり、後者は髪色が異なる。
テイルズ オブ ハーツ（2008年12月18日発売）
闘技場にガイが登場。(ニンテンドーDS版のみ)
貴重品「インテリメガネ」を入手するとジェイド、「不気味な人形」を入手するとアニス、「使用人のベスト」を入手するとガイ、「山吹色のタイ」を入手するとナタリアを援護キャラクターとして呼び出せる。呼び出すとジェイドは「イグニートプリズン」、アニスは「双旋牙」「Xバスター」のどちらか（選択可能）、ガイは「秋沙雨」、ナタリアは「ピアシスライン」を使用する。
テイルズ オブ ザ ワールド レディアント マイソロジー2（2009年1月29日発売）
シリーズキャラクター共演作品。ルーク、ティア、ガイ、ジェイド、アニス、アッシュがプレイヤーキャラクターとして登場。
アイドルマスター SP パーフェクトサン／ワンダリングスター／ミッシングムーン（2009年2月19日発売）
アニスのコスチュームがEXTEND衣装として登場。
テイルズ オブ バーサス（2009年8月6日発売）
シリーズキャラクター共演作品。ルーク、ティア、ジェイド、アニス、アッシュがプレイヤーキャラクターとして、ミュウがノンプレイヤーキャラクターとして登場。
テイルズ オブ ヴェスペリア 〜 The First Strike 〜（2009年12月3日公開）
『テイルズ オブ ヴェスペリア』の劇場版アニメーション。ミュウの人形が登場。
ケロロRPG 騎士と武者と伝説の海賊（2010年3月4日発売）
『ケロロ軍曹』のメディアミックス作品。同作品のクルルとジェイドを子安武人が、ギロロとヴァンを中田譲治が演じていることから、予約限定クリアファイルにジェイドとヴァンが登場しており、条件を満たすとクルルがジェイドの、ギロロがヴァンの技を覚える。
テイルズ オブ グレイセス エフ（2010年12月10日発売）
ナタリアの衣装がシェリアのコスチュームとして、アニスの衣装がソフィのコスチュームとして登場。
ヴィーナス&ブレイブス〜魔女と女神と滅びの予言〜（PSP版）（2011年1月20日発売）
バンダイナムコゲームスのRPG。ルーク、ティア、ガイ、ナタリアが登場し、本作品のキャラクターが彼らの技を習得可能。
テイルズ オブ ザ ワールド レディアント マイソロジー3（2011年2月10日発売）
シリーズキャラクター共演作品。パーティキャラクター6人、アッシュ、ヴァンがプレイヤーキャラクターとして登場。
テイルズ オブ イノセンス R（2012年1月26日発売）
ナタリアの衣装がアンジュのコスチュームとして、ジェイドの衣装がコンウェイのコスチュームとして登場。
テイルズ オブ ザ ヒーローズ ツインブレイヴ（2012年2月23日発売）
シリーズキャラクター共演作品。ルークとガイがプレイヤーキャラクターとして登場。
テイルズ オブ ザ ワールド タクティクス ユニオン（2012年7月2日配信）、テイルズ オブ ザ ワールド レーヴ ユナイティア（2014年10月23日発売）
シリーズキャラクター共演作品。ルーク、ティア、ジェイド、ガイ、ナタリアがプレイヤーキャラクターとして登場。
テイルズ オブ シンフォニア ユニゾナントパック（2013年10月10日）
『テイルズ オブ シンフォニア』と『テイルズ オブ シンフォニア -ラタトスクの騎士-』の移植版。ルークの衣装がジーニアスのコスチュームとして、ガイの衣装がロイドのコスチュームとして登場。
テイルズ オブ リンク（iOS：2014年3月3日、Android：2014年4月23日配信）
メインシナリオ第1部「石詠みの救世主」にルーク、ティア、ジェイドが登場。
テイルズ オブ ゼスティリア（2015年1月22日発売）
ルークの衣装がデゼルとザビーダのコスチュームとして登場。クリア後のエクストラダンジョンにジェイドが登場。
テイルズ オブ ベルセリア（2016年8月18日発売）
ナタリアの衣装がエレノアのコスチュームとして、ミュウの衣装がライフィセットのコスチュームとして登場。
テイルズ オブ ザ レイズ（2017年2月28日配信）
シリーズキャラクター共演作品。ルーク、ティア、ジェイド、アニス、ガイ、ナタリア、アッシュ、ミュウ、イオン、ヴァン、シンク、リグレット、アリエッタ、ディスト、ピオニー、アスター、オリジナルイオンが登場。